# سیب
درخت سیب (نام علمی: M. pumila) درختی برگریز از خانواده گلسرخیان است که به خاطر میوه شیرین و گوشتی‌اش شناخته شده‌است. در سرتاسر دنیا، این درخت برای میوه‌اش کشت می‌شود و وسیع‌ترین گونهٔ رشد کرده از سرده مالوس است. منشأ این درخت آسیای مرکزی است؛ جایی که امروزه هنوز هم گونهٔ وحشی آن یعنی مالوس سیورسی یافت می‌شود. سیب پس از هزاران سال کشت در آسیا و اروپا، توسط مهاجران اروپایی به آمریکای شمالی برده شد. سیب در برخی فرهنگها از اهمیت مذهبی و اساطیری بالایی برخوردار است؛ از جمله فرهنگ اهالی اسکاندیناوی، یونان و مسیحیان اروپایی قدیم. سیب همچنین یکی از سین‌های اصلی هفت‌سین است.
درختان سیب حاصل از کاشت دانه بزرگ هستند، اما درختان حاصل از پیوند ریشه (ساقه زیرزمینی) کوچکند. بیش از ۷٬۵۰۰ رقم سیب شناخته شده وجود دارد، و در نتیجه طیف وسیعی از ویژگی‌های دلخواه به دست می‌آید. ارقام مختلف برای سلیقه‌ها و استفاده‌های مختلف از جمله آشپزی، مصرف خام و تولید شراب پرورش می‌یابند. درختان سیب معمولاً با پیوند زدن تکثیر داده می‌شوند، گرچه سیب‌های وحشی به سادگی از دانه می‌رویند. درختان و میوهٔ سیب مستعد تعدادی از آفت‌های قارچی و باکتریایی قابل کنترل با روش‌های ارگانیک و غیرارگانیک هستند. در سال ۲۰۱۰، در بخشی از پژوهشی که برای کنترل بیماری و پرورش انتخابی محصول سیب صورت گرفت، ژنوم این میوه رمزگشایی شد.
در سال ۲۰۱۸، حدود ۸۶ میلیون تن سیب در سراسر جهان به عمل آمد؛ که تقریباً ۴۵٪ از این مقدار را چین تولید کرده بود. ایالات متحده با بیش از ۶٪ تولید دنیا دومین تولیدکنندهٔ مهم بوده‌است. ترکیه جایگاه سوم و ایتالیا، هندوستان و لهستان مقام‌های بعدی را داشته‌اند. سیب معمولاً به صورت خام مصرف می‌شود، اما در بسیاری از غذاها (بویژه دسرها) و نوشیدنی‌ها هم استفاده می‌گردد. در میان عوام آثار مثبت بسیاری به سیب نسبت داده می‌شود. با این حال پروتئین‌های متفاوت موجود در سیب دو نوع آلرژی را سبب می‌شوند.

## اطلاعات گیاه‌شناسی

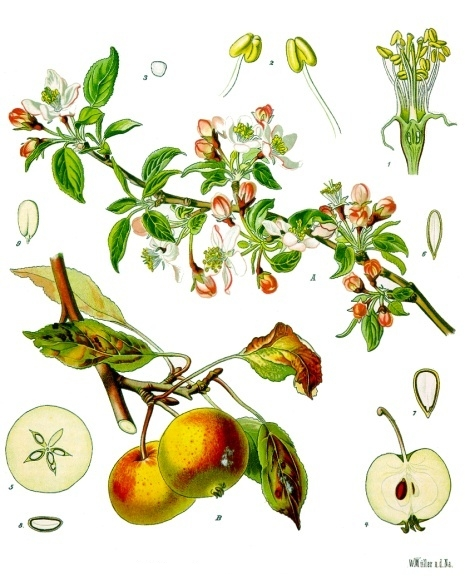
شکوفه، میوه، و برگ‌های درخت سیب

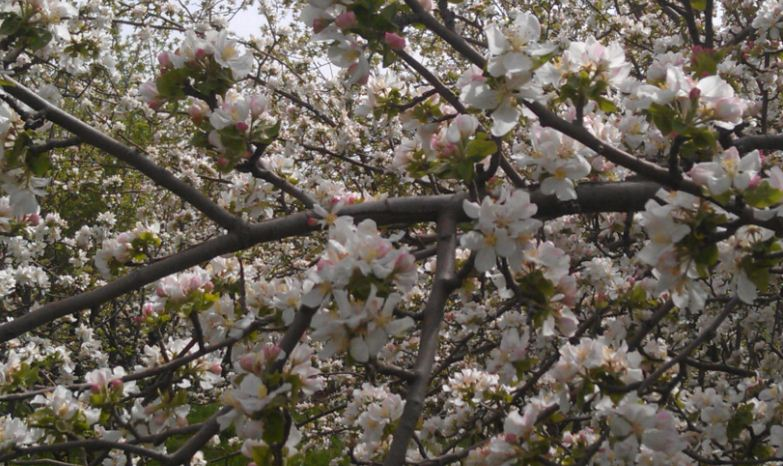
شکوفه‌های درخت سیب (کرمانشاه، شهرستان دالاهو، گهواره)

سیب درخت برگریزی است که معمولاً ارتفاعش در درخت‌های کاشته شده از ۱٫۸ تا ۴٫۶ متر و در درخت‌های خودرو تا ۱۲ متر می‌رسد. هنگام کشت، اندازه و شکل و تراکم شاخه‌ها با انتخاب ساقه زیرزمینی و روش برش آن تعیین می‌شود. برگ‌ها متناوب به رنگ سبز تیره و شکل تخم مرغی ساده با حاشیه‌های دندانه‌دار بوده و از سطح زیرین اندکی کرک‌دار هستند.
سیب چهار نوع شاخه دارد: نرک، لامبورد، براندی، سیخک (اسپور). اسپورها شاخه‌های کوتاهی با طول بین ۳ الی ۷ سانتیمتر بوده و در سال دوم در نوک شاخه جوانه‌های زایشی تولید می‌کنند.
شکوفه‌ها در بهار همزمان با جوانه زدن برگ تولید می‌شوند. درخت سیب دارای گل‌آذین خوشه‌ای با ۴ تا ۶ گل است. گل‌های ۳ تا ۴ سانتیمتری (۱٫۲ تا ۱٫۶ اینچ) دارای پنج گلبرگ به‌رنگ سفید و کمی صورتی – که به‌تدریج رنگ می‌بازد – هستند. گل مرکزی گل‌آذین «شاه‌گل» نامیده می‌شود، که پیش از بقیه باز شده و می‌تواند به میوهٔ بزرگتری تبدیل شود.
میوه اواخر تابستان یا پاییز می‌رسد، انواع مختلف با اندازه‌های بسیار متفاوتی وجود دارد. هدف پرورش‌دهندگان تجاری، تولید سیبی به قطر ۷ تا ۸٫۳ سانتیمتر با توجه به اولویت‌های بازار است. تعدادی از خریداران، به ویژه ژاپنی‌ها، سیب بزرگ را ترجیح می‌دهند، درحالی‌که سیب‌هایی با قطر کمتر از ۵٫۷ سانتی‌متر ارزش کمی در بازار دارند و معمولاً برای گرفتن آب میوه استفاده می‌شوند. پوست سیب‌های رسیده معمولاً قرمز، زرد، سبز، صورتی، یا حنائی است، گرچه گونه‌های دو یا چند رنگ هم ممکن است یافت شود. پوست میوه هم ممکن است به‌طور کامل یا قسمتی حنائی، زبر و قهوه‌ای باشد. پوست بیرونی با لایه محافظی از ترشحات مومی پوشانده شده است. گوشت میوه معمولاً سفید متمایل به زرد کمرنگ است، گرچه گوشت صورتی یا زرد هم شناخته شده است. در حدود ۴۱٪ حجم سیب از هوای بین‌سلولی تشکیل شده و به همین دلیل بر روی آب شناور می‌ماند

### نیاکان وحشی
نیای اصلی و وحشی گونه‌های اهلی، مالوس سیورسی است که در کوه‌های آسیای مرکزی، در قزاقستان جنوبی، قرقیزستان، تاجیکستان و سین کیانگ چین به صورت خودرو رشد می‌کند. برخلاف سیب‌های اهلی، برگ این درختان در پاییز قرمز می‌شود. اخیراً از مالوس سیورسی استفاده شده است تا مقاومت سیب در آب و هوای سردتر بالا برده شود.
به احتمال زیاد کاشت گونه‌ها، نخستین بار در طرفین پوشیده از درخت کوه‌های تیان شان شروع شده و در یک دوره زمانی طولانی پیشرفت کرده و وسیله دومین شارش ژن از دیگر گونه‌ها را در گرده‌افشانی آزاد دانه‌ها فراهم کرد. تبادل مهم با سیب خودروی اروپایی، سیب کرب، موجب شد که سیب‌های موجود بیشتر به سیب کرب مرتبط باشند تا مالوس سیورسی که از نظر ریختی شبیه آن‌ها و اجدادشان است. بدون در نظر گرفتن ترکیب اخیر، سیب‌های موجود صفات موروثی خود را بیشتر از مالوس سیورسی به ارث می‌برند.

### ژنوم
در سال ۲۰۱۰، گروهی بین‌المللی از دانشمندان با همکاری ژنومیست‌های گلکاری و باغبانی دانشگاه ایالتی واشینگتن، ژنوم کامل سیب را با استفاده از سیب زرد
رمزگشایی کردند. سیب حدود ۵۷٬۰۰۰ ژن دارد که بیشترین تعداد ژن از میان گیاهانی بوده که ژنومشان تاکنون مورد مطالعه قرار گرفته است. ژن‌های سیب بیشتر از انسان (حدود ۳۰٬۰۰۰ ژن) هستند.
این یافته جدید در مورد ژنوم سیب در شناخت ژن‌ها و شناسایی ژن‌های گوناگون مؤثر در مقاومت گیاه در برابر بیماری‌ها و خشکسالی و دیگر مشخصات دلخواه به دانشمندان کمک خواهد کرد. علاوه بر شناسایی ژن‌های دارای این مشخصات، شناخت ژن‌ها به دانشمندان اجازه خواهد داد هنگام پرورش سیب انتخاب‌های آگاهانه‌تری داشته باشند. رمزگشایی ژنوم همچنین نشات یافتن سیب‌های اهلی از مالوس سیورسی را – که مدت طولانی در مجامع علمی مورد بحث بود – اثبات کرد.

## تاریخچه

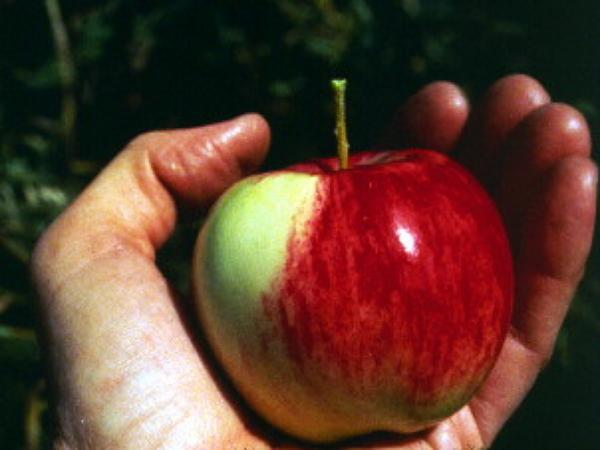
سیب خودرو «مالوس سیورسی» در قزاقستان

مرکز تنوع سرده مالوس در ترکیه شرقی است. شاید درخت سیب قدیمی‌ترین درخت کاشته شده باشد، و میوه‌هایش از طریق گزینش در طول هزاران سال اصلاح شده‌اند. یافتن سیب‌های کوچک در قزاقستان، در سال ۳۲۸ قبل از میلاد را، به اسکندر نسبت داده‌اند. سیب‌هایی که او به مقدونیه بازآورد ممکن است جد ساقه‌های زیرزمینی کوتاه باشند. سیب‌های زمستانی، که در اواخر پاییز چیده شده و در درجه حرارت بالای انجماد ذخیره می‌شوند، هزاران سال غذای مهمی در آسیا و اروپا بوده‌اند.
سیب، در سده هفدهم توسط مهاجران به آمریکای شمالی آورده شد، و نخستین باغ میوهٔ قاره آمریکای شمالی در بوستون توسط کشیش ویلیام بلکستون در سال ۱۶۲۵ کاشته شد. تنها سیب بومی آمریکای شمالی سیب کرب است که زمانی سیب روستایی نامیده می‌شد.
سیب‌های مختلف که به شکل دانه از اروپا آورده شده بودند هم در مسیرهای حرکت تاجران بومی آمریکایی کاشته می‌شدند، و هم در مزارع استعماری گسترش یافتند. در سال ۱۸۴۵، کاتالوگی از یک محل نگهداری سیب‌ها در آمریکا، ۳۵۰ نوع متفاوت از «بهترین سیب‌ها» را تبلیغ می‌کرد؛ چنین چیزی ازدیاد انواع جدید را در اوایل سده نوزدهم در آمریکای شمالی نشان می‌دهد. در سده بیستم پروژه‌های آبیاری در واشینگتن شرقی شروع شد و موجب شد صنعت چند میلیارد دلاری میوه گسترش یابد و محصول اصلی این صنعت سیب بود.
تا سده بیستم، کشاورزان سیب‌هایشان را در طول زمستان برای استفادهٔ خودشان یا فروش، در زیرزمین‌های ضد سرما ذخیره می‌کردند. توانایی حمل و نقل پیشرفته سیب‌های تازه، به وسیلهٔ قطار و از طریق جاده، جایگزین نیاز به ذخیره‌سازی شد. در سده بیست ویکم، ذخیره‌سازی درازمدت محبوبیت یافت، چرا که از امکانات محیط کنترل‌شده برای تازه نگه داشتن سیب در طول سال استفاده می‌شد. مکان‌های با محیط کنترل‌شده، از رطوبت بالا، اکسیژن کم، و سطح کنترل‌شدهٔ دی‌اکسید کربن برای حفظ تازگی میوه بهره می‌گیرند.

## جنبه‌های فرهنگی

### در باورهای پیش از مسیحیت قبایل ژرمن

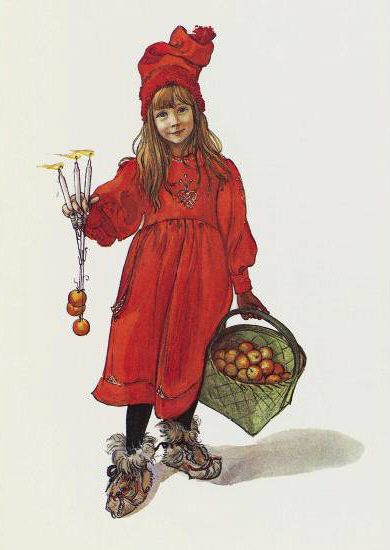
ایدون نقاشی توسط: کارل لارشون

در اساطیر اسکاندیناوی، الهه ایدون آنچنان که در کتاب ادای منثور – نوشته شده در سده سیزدهم توسط اسنوری استورلوسون – توصیف شده است، نگهدارنده سیب‌هایی است که به ایزدان جوانی جاودان می‌بخشد. هیلدا الیس داویدسون، پژوهشگر انگلیسی، سیب را به اعمال مذهبی در پاگانیسم ژرمنی، که بعدها از آن پاگانیسم قبایل اسکاندیناوی به وجود آمد، نسبت می‌دهد. او به این نکته اشاره می‌کند که چند سطل سیب در مکان دفنِ کشتی اوزبرگ در نروژ پیدا شدند، و میوه و مغزدانه‌ها (در اسکالدزکاپارمال، ای‌دون، به عنوان کسی توصیف شده است که به مغزدانه تبدیل شد) در گورهای اولیه مردم ژرمن در انگلستان و جاهای دیگر قاره اروپا هم پیدا شدند، که ممکن است معنایی نمادین داشته باشند، و نیز اینکه در جنوب غرب انگلستان مغزدانه‌ها هنوز هم به عنوان نماد باروری شناخته می‌شوند.
داویدسون به توضیح ارتباط میان سیب و ونیر، با ذکر نمونهٔ اهدای یازده «سیب زرین» برای اظهار عشق به گِرُد زیبا توسط اسکرنر – پیام‌آور ایزد بزرگ ونیری، فریر – در نوزدهمین و بیستمین بند اشعار کتاب سخنان اسکرنر می‌پردازد. داویدسون همچنین به ارتباط بیشتر بین باروری و سیب در اساطیر اسکاندیناوی در فصل ۲ از ولسونگا ساگا اشاره می‌کند؛ هنگامی که پس از اینکه شاه رریر برای داشتن فرزند بدرگاه اودین دعا می‌کند، فریگ ایزد بانوی زایش برای او سیبی می‌فرستد و پیام‌رسان فریگ (در لباس مبدل یک کلاغ)، درحالی‌که پادشاه بر روی گورپشته‌ای نشسته، سیب را در دامنش می‌اندازد. همسر ریرر در اثر خوردن سیب بارداری شش‌ساله‌ای را پشت سر می‌گذارد که نتیجه آن پسرشان ولسونگ است که با عمل سزارین متولد می‌شود.
همچنین داویدسون به عبارت به گفته‌اش «عجیبی» اشاره می‌کند: «سیب‌های هل‌هایم» که در یک شعر قرن یازدهمی سرودهٔ توربیورن برونارسونِ اسکالد آورده شده است. او توضیح می‌دهد عبارت ذکر شده به‌طور ضمنی اشاره می‌کند که احتمالاً برونارسون سیب را غذای مردگان در نظر گرفته است. به‌علاوه، داویدسون ذکر می‌کند که گاهی، الهه ژرمن نهالنیا با سیب ترسیم شده است و مشابه آن در داستان‌های قدیمی ایرلندی هم وجود دارد. داویدسون عنوان می‌کند درحالی‌که کشت سیب در اروپای شمالی به حداقل زمان امپراتوری روم بازمی‌گردد و از خاور نزدیک به اروپا آمده است، انواع بومی درختان سیب که در اروپای شمالی رشد می‌کنند کوچک و ترش بوده‌اند. داویدسون نتیجه می‌گیرد که در چهره ایدون «می‌بایست بازتاب کمی از نمادی قدیمی داشته باشیم: [اینکه او] الهه نگهبان میوهٔ زندگی‌بخش دنیای دیگر بوده است.»

### اسطوره‌شناسی یونانی

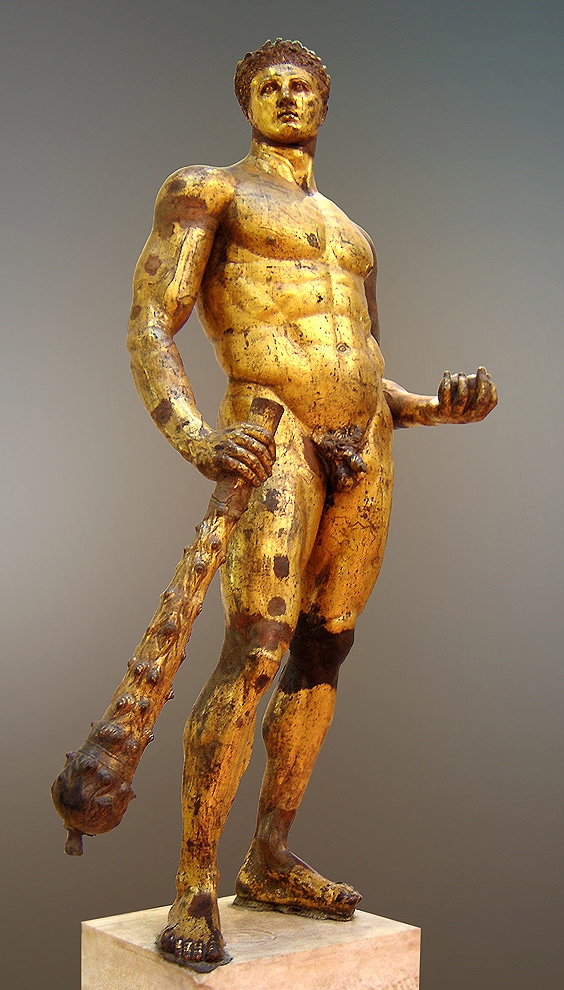
هرکول با سیبی از هسپریدس

سیب اغلب به عنوان میوه ممنوع و رمزآلود در بسیاری از سنت‌های مذهبی ظاهر می‌شود. یکی از مشکلات شناسایی سیب در مذهب، اسطوره، و فولکلور این است که تا اواخر قرن هفدهم واژه «سیب»، جز توت‌ها، به عنوان واژه عمومی برای تمام میوه‌ها، از جمله انواع مغزدانه‌ها مورد استفاده قرار می‌گرفت. برای مثال، در اساطیر یونانی، هرکول قهرمان یونانی، به عنوان یکی از دوازده خان، مجبور بود به باغ هسپریدس سفر کرده و سیب‌های زرین را از درخت زندگی وسط آن باغ بچیند.
اریس، الههٔ نفاق، بعد از محرومیت از شرکت در عروسی پلئوس و ثتیس خشمگین شد. او در اقدامی تلافی‌جویانه، سیب زرینی را که رویش نوشته بود «سیب نفاق»، در مجلس عروسی انداخت تا نصیب زیباترین زن شود. سه الهه هرا، آتنه، و آفرودیته مدعی مالکیت سیب بودند. پاریس داور شد تا گیرندهٔ سیب – زیباترین زن – را انتخاب کند. بعد از پرداخت رشوه از طرف هرا و آتنه، آفرودیت با قول زیباترین زن جهان، هلن همسر منلائوس پادشاه اسپارت، پاریس را وسوسه کرد. او نیز سیب را به آفرودیته داد، که همین به‌طور غیرمستقیم آغازگر جنگ تروا شد. بنابرای در یونان باستان، سیب پیشکشی برای آفرودیته در نظر گرفته می‌شد؛ و انداختن سیب به سوی کسی، نماد اظهار عشق به آن فرد، و متقابلاً گرفتن سیب، پذیرفتن عشق را نشان می‌داد. قطعه‌ای هجایی منسوب به افلاطون می‌گوید:
سیبی را برایت می‌اندازم، اگر مایلی مرا دوست داشته باشی، آن را بردار و دوران دختری‌ات را با من سهیم شو؛ اما اگر افکارت آن طور که من دعا می‌کنم نباشد هست، حتی در آن حالت هم آن را بردار، و در نظر بگیر که دوران زیبایی خیلی کوتاه است.
–افلاطون قطعه هجایی چهارم

آتالانته نیز، که از اساطیر یونانی است، برای ازدواج شرط کرده بود کسی را به عنوان همسر می‌پذیرد که در مسابقهٔ دو، از وی پیش افتد، وگرنه او را به هلاکت می‌رساند. او در تلاش برای طفره رفتن از ازدواج از همهٔ خواستگارانش جلو می‌افتاد. او همه را بُرد به جز هیپومنس (که با نام ملانیون هم شناخته شده است، نامی که احتمالاً از واژه ملون یونانی، مورد استفاده برای هر دو «سیب» و به‌طور کلی میوه، مشتق شده است) که او را نه با سرعت زیادش بلکه با نیرنگ بُرد. هیپومنس می‌دانست که در یک مسابقهٔ عادلانه نمی‌تواند پیروز شود، بنابراین حواس آتالانته را با سه سیب زرینی که از الههٔ عشق آفرودیته گرفته بود، پرت کرد. او هر سه سیب را با تمام سرعتش به کار گرفت، و سرانجام مسابقه را برده و با آتالانته ازدواج کرد.

### میوه ممنوع در بهشت

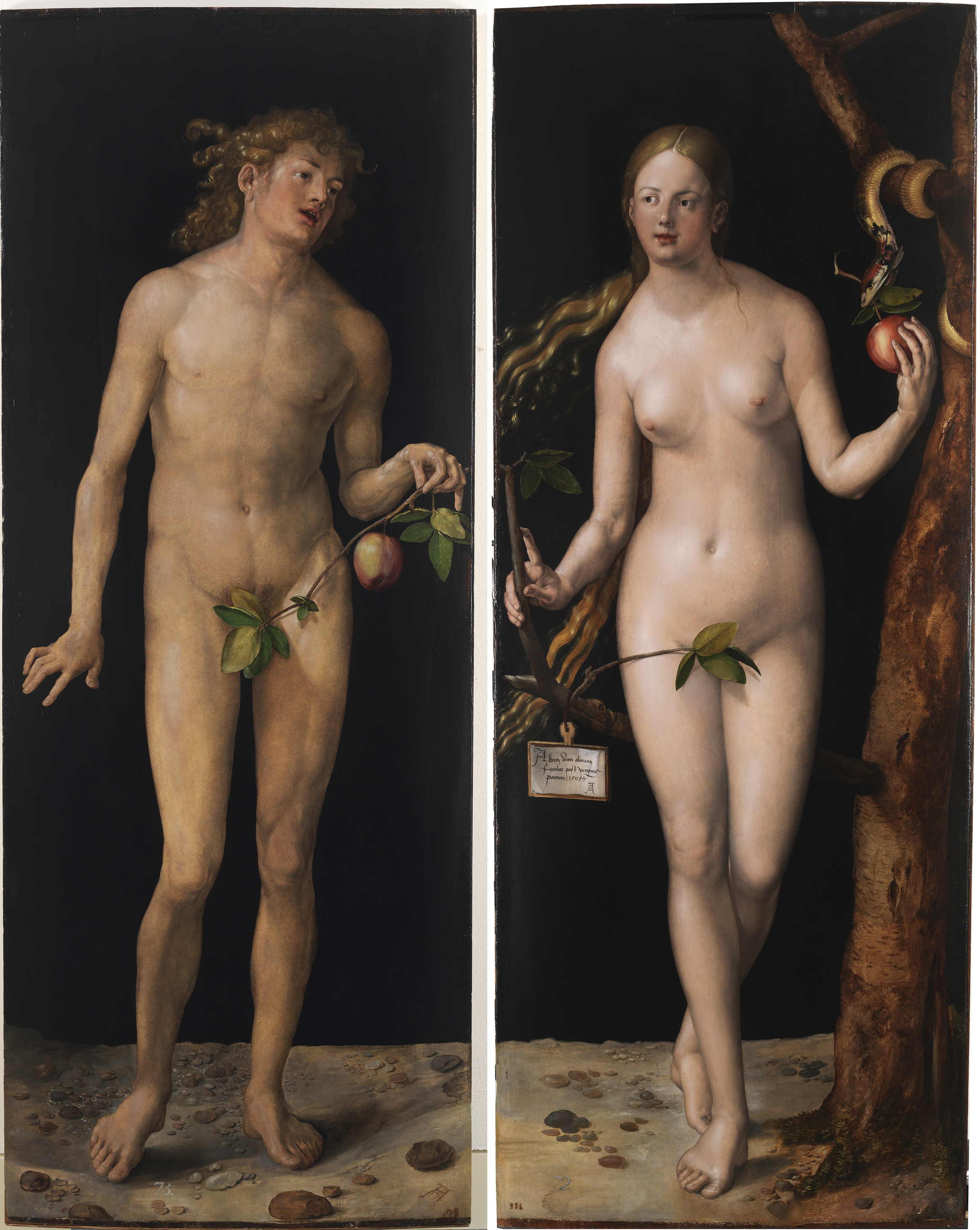
آدم و حوا اثر آلبرشت دورر (۱۵۰۷) سیب به عنوان نماد گناه در نقاشی نشان داده شده است.

گرچه در کتاب سفر پیدایش، میوه ممنوع بهشت مشخص نشده است، اما سنت‌های مشهور مسیحی آن را سیبی می‌دانند که حوا، آدم را با آن وسوسه کرد تا در خوردنش با وی سهیم شود. منشأ عدم تشخیص میوهٔ موردنظر به اشتباه گرفتن واژه لاتین mālum (سیب) و mălum (بدی) در خاورمیانه بر می‌گردد که هر دو اغلب malum نوشته می‌شوند. درخت میوه ممنوع در کتاب سفر پیدایش ۲:۱۷، «درخت شناخت خوب و بد» نامیده شده است؛ و «خوب و بد» به زبان لاتین bonum et malum است.
احتمالاً نقاشان دوره رنسانس هم تحت تأثیر داستان سیب‌های زرین باغ هسپریدس قرار گرفته‌اند. در نتیجه، در داستان آدم و حوا، سیب نمادی از دانش، ابدیت، وسوسه، کشاندن مرد به سوی گناه و خود گناه شد. غضروف تیروئید موجود در حنجرهٔ انسان سیب آدم نامیده شد به خاطر اندیشه‌ای که معتقد بود سیب مانده در گلوی آدم آن را ایجاد کرده است.
سیب به عنوان نماد اغوای جنسی، شاید به روش طعنه‌آمیز، برای اشاره به تمایلات جنسی انسان استفاده شد.

### ایران

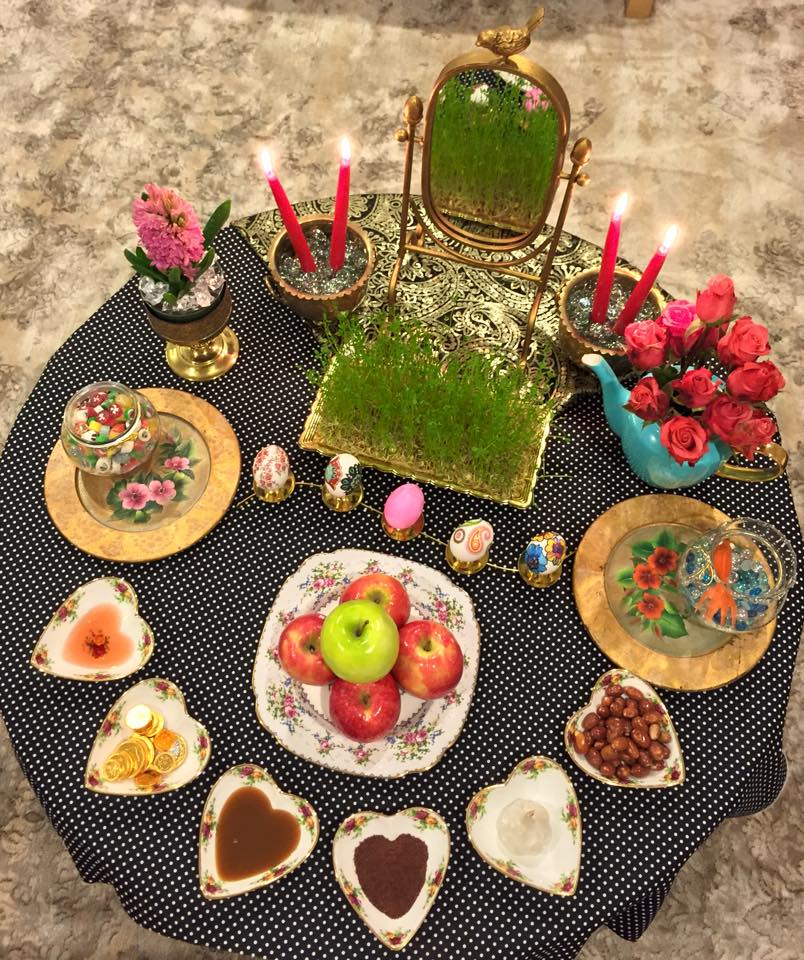
سفرهٔ هفت‌سین

هفت‌سین سفره‌ای است که ایرانیان هنگام نوروز می‌چینند و به جز آینه، کتاب آسمانی، تنگ ماهی و تخم‌مرغ، هفت چیز که با سین شروع می‌شود بر آن می‌نهند:سنجد، «سیب»، سبزه، سمنو، سیر، سرکه، سماق.
بعد از سنجد دومین ظرفی که بر روی سفرهٔ هفت‌سین قرار داده می‌شود سیب است. سیب نماد سلامتی است. ضرب‌المثل معروفی می‌گوید: «کسی که روزانه یک سیب بخورد، به پزشک نیازی نخواهد داشت.» تحقیقات علمی جدید، عقیده دارند که سیب شایستگی این شهرت که با خوردن آن انسان سالم می‌ماند را دارد. بنابراین در فلسفه نوروز، سیب به انسان یادآوری می‌کند که به فکر بهداشت و سلامت خود باشد.

## ارقام

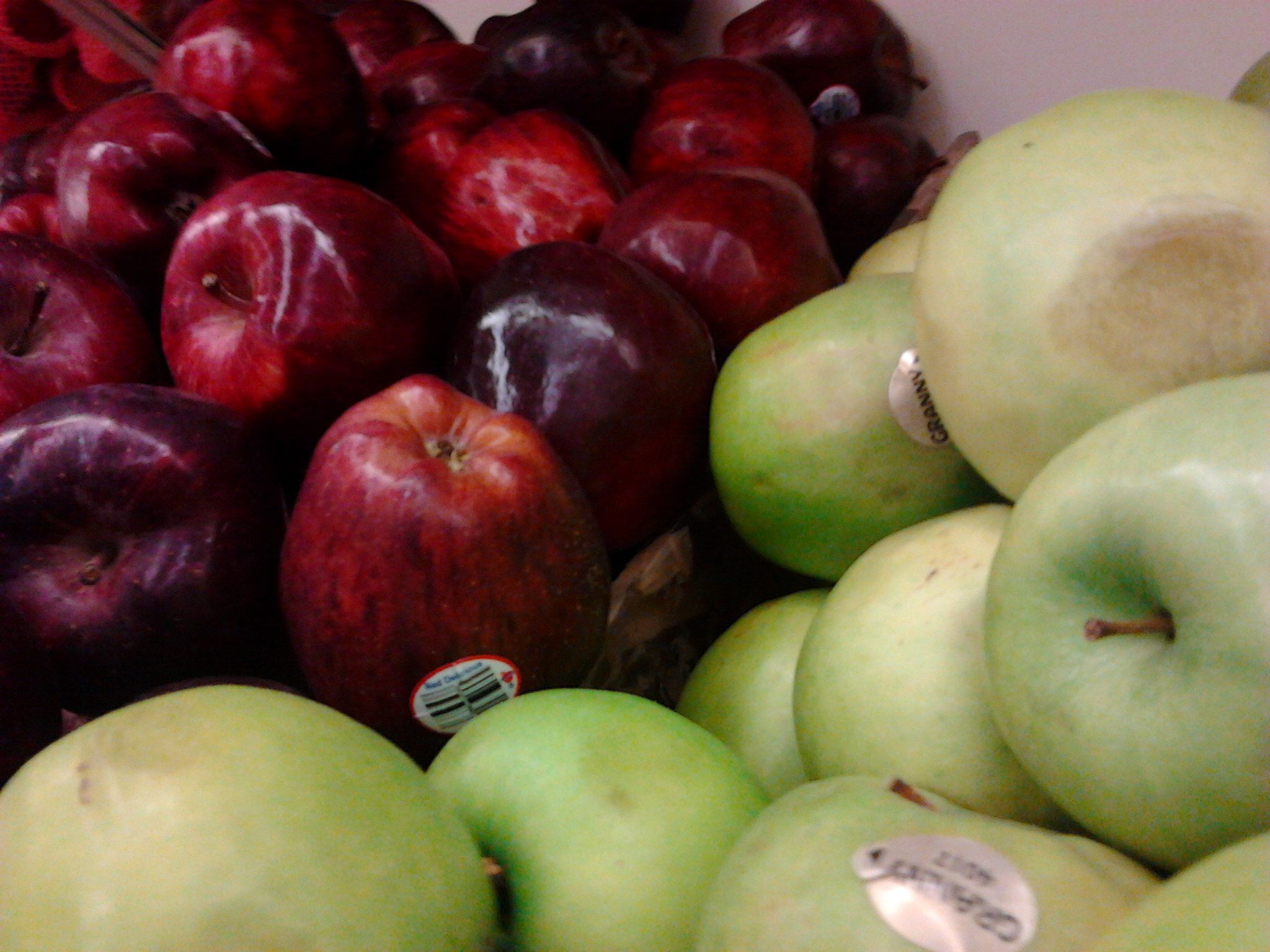
سیب‌های قرمز و سبز در هندوستان

بیش از ۷٬۵۰۰ رقم شناخته شدهٔ سیب وجود دارد. ارقام سیب، حتی زمانی که از یک ساقه زیرزمینی رشد کرده باشند، از نظر بازده محصول و اندازه نهایی درخت متفاوت هستند.
در آب و هوای مناطق معتدل و مناطق نیمه‌گرمسیری ارقام متفاوتی وجود دارند. «مجموعه ملی میوه» بریتانیا، که مسئولیت آن با وزارت امور محیط زیست محصولات غذایی و روستایی است، مجموعه‌ای با بیش از ۲٬۰۰۰ نوع درخت سیب در کنت دارد. دانشگاه ریدینگ، که مسئول توسعه مجموعه ملی پایگاه داده‌های انگلستان است، امکان جستجوی این مجموعه ملی را فراهم می‌کند. کار دانشگاه ریدینگ بخشی از برنامه مشارکتی اروپایی‌ها برای منابع ژنتیک گیاهی است که ۳۸ کشور در آن در گروه کاری مالوس/ پایرس شرکت کرده‌اند.
پایگاه داده‌های مجموعه ملی میوه بریتانیا اطلاعات غنی از مشخصات و منشأ بسیاری از سیب‌ها را داراست؛ از جمله نام‌هایی برای گونه‌های سیبی که در اصل از دیدگاه ژنتیکی یکی هستند. بیشتر این ارقام برای تازه خوردن پرورش یافته‌اند (سیب‌های دسر)، گرچه تعدادی به‌طور اختصاصی برای پختن (سیب‌های پختنی) یا تولید شراب کشت می‌شوند. مزهٔ سیب‌های شراب ترش‌تر و گس‌تر از آن هستند که تازه خورده شوند، اما عطر و مزه‌ای به شراب می‌دهند که سیب‌های دسر توانایی تولیدش را ندارند.
ارقام معروف سیب‌های تجاری نرم، اما، ترد هستند. دیگر کیفیت‌های دلخواه در روش‌های جدید پرورش سیب تجاری، پوست رنگی، نداشتن پوست قهوه‌ای، سهولت حمل‌ونقل، توانایی ذخیره شدن طولانی‌مدت، بازده بالا، مقاوم بودن در برابر بیماری، شکل عمومی سیب، و طعم عالی است. سیب‌های جدید از سیب‌های قدیمی شیرین‌تر هستند، چرا که مزهٔ عمومی سیب‌ها در طول زمان تغییر کرده است. بیشتر اهالی آمریکای شمالی و اروپایی‌ها طرفدار مزه شیرین و ملس هستند، اما به دنبال آن‌ها اقلیت قابل توجهی هم طرفدار سیب‌های ترش‌مزه هستند. سیب‌های خیلی شیرین با اندکی مزهٔ ترش در آسیا و به ویژه شبه‌قاره هند محبوب هستند.
ارقام قدیمی اغلب شکل عجیب و غریب، پوست قهوه‌ای رنگ، بافت‌ها و رنگ‌های متنوع دارند. به نظر عده‌ای طعم آن‌ها از ارقام جدید بهتر است،
اما امکان دارد مشکلات دیگری داشته باشند که موجب می‌گردد از نظر تجاری به خاطر بازده پایین، حساسیت نسبت به بیماری، یا تحمل ضعیف در برابر انبار کردن یا حمل‌ونقل یا حتی نداشتن اندازهٔ مناسب قابل دوام نباشند. از ارقام قدیمی تنها چند تایی هنوز به میزان وسیعی تولید می‌شوند، اما بیشتر آن‌ها توسط باغبان‌های خانگی یا کشاورزان نگهداری شده و به‌طور مستقیم به بازارهای محلی فروخته می‌شوند. ارقام غیرمعمولی محلی زیادی با طعم و ظاهر منحصربفرد وجود دارند؛ در دنیا کارزارهایی برای جلوگیری از انقراض چنین ارقام محلی به راه افتاده‌اند. در انگلستان، ارقام قدیمی مثل کاکسز اورنج پایپین و اِگرمونت راسِت هنوز اهمیت تجاری دارند، اگرچه با استانداردهای جدید بازده آن‌ها پایین است و مستعد بیماری هستند.

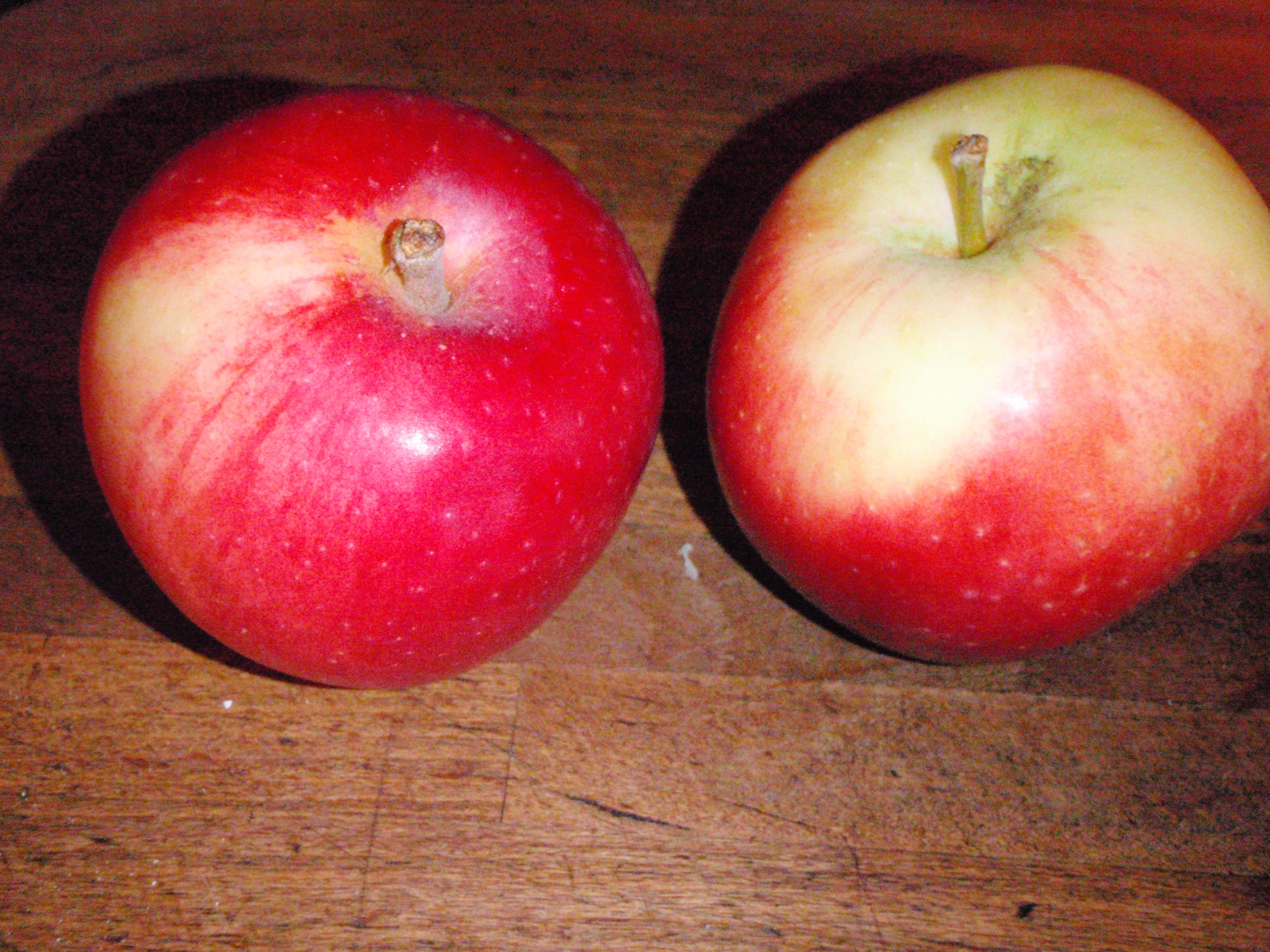
آلیس
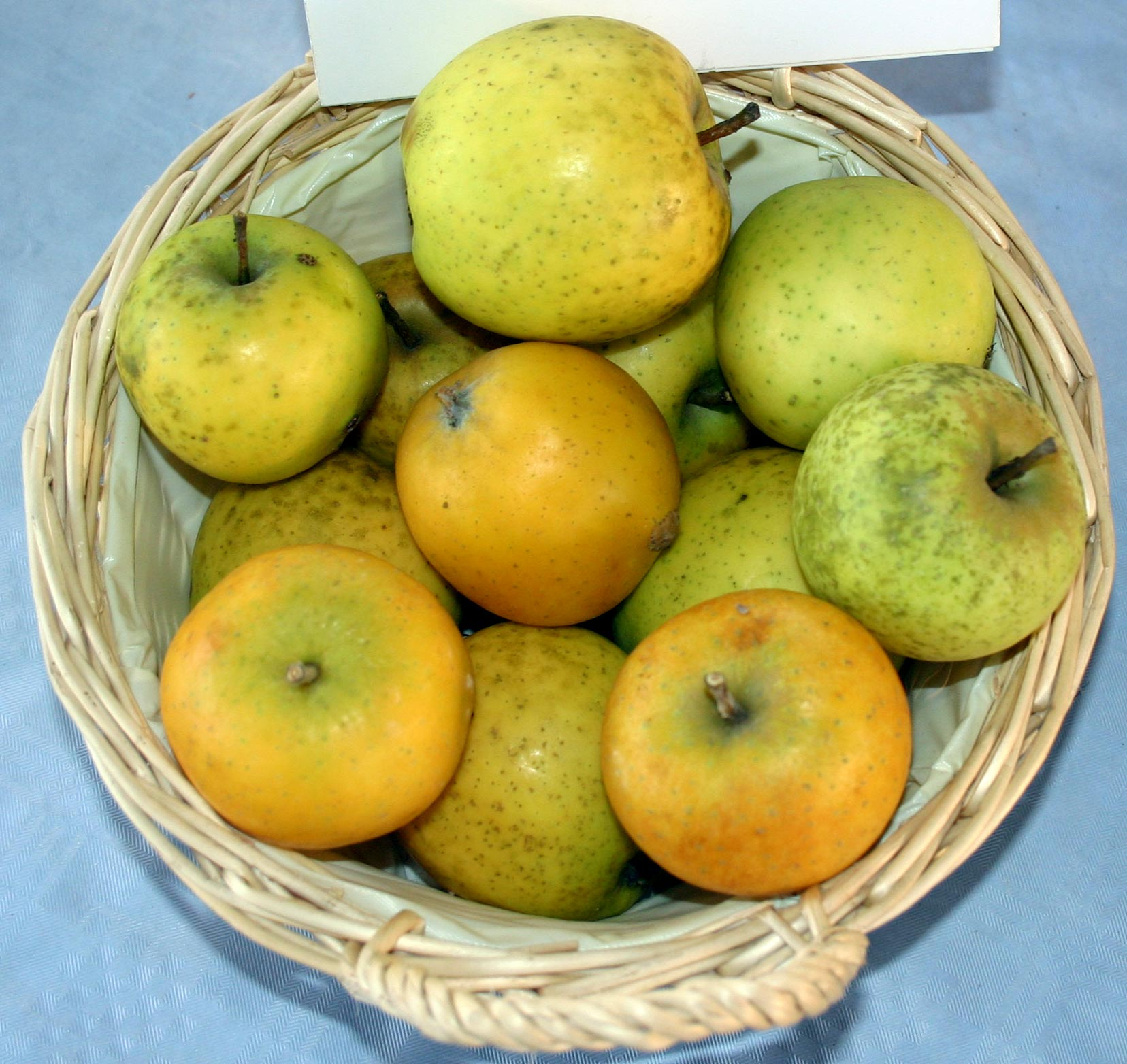
آناناسرنت
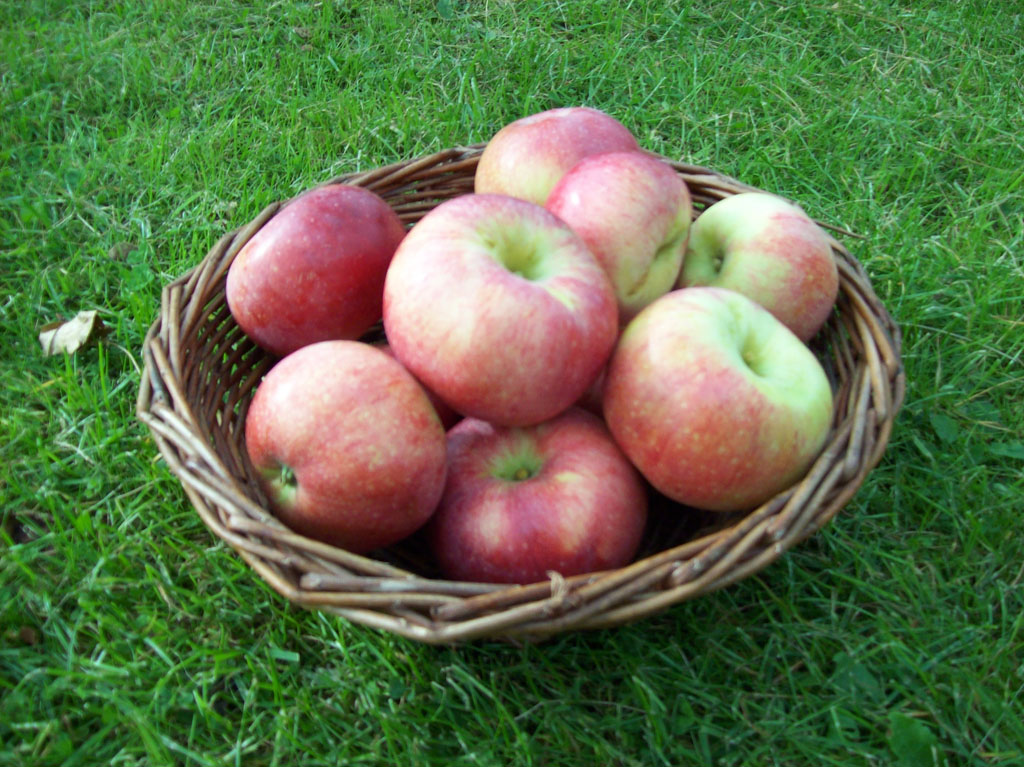
خوش بو
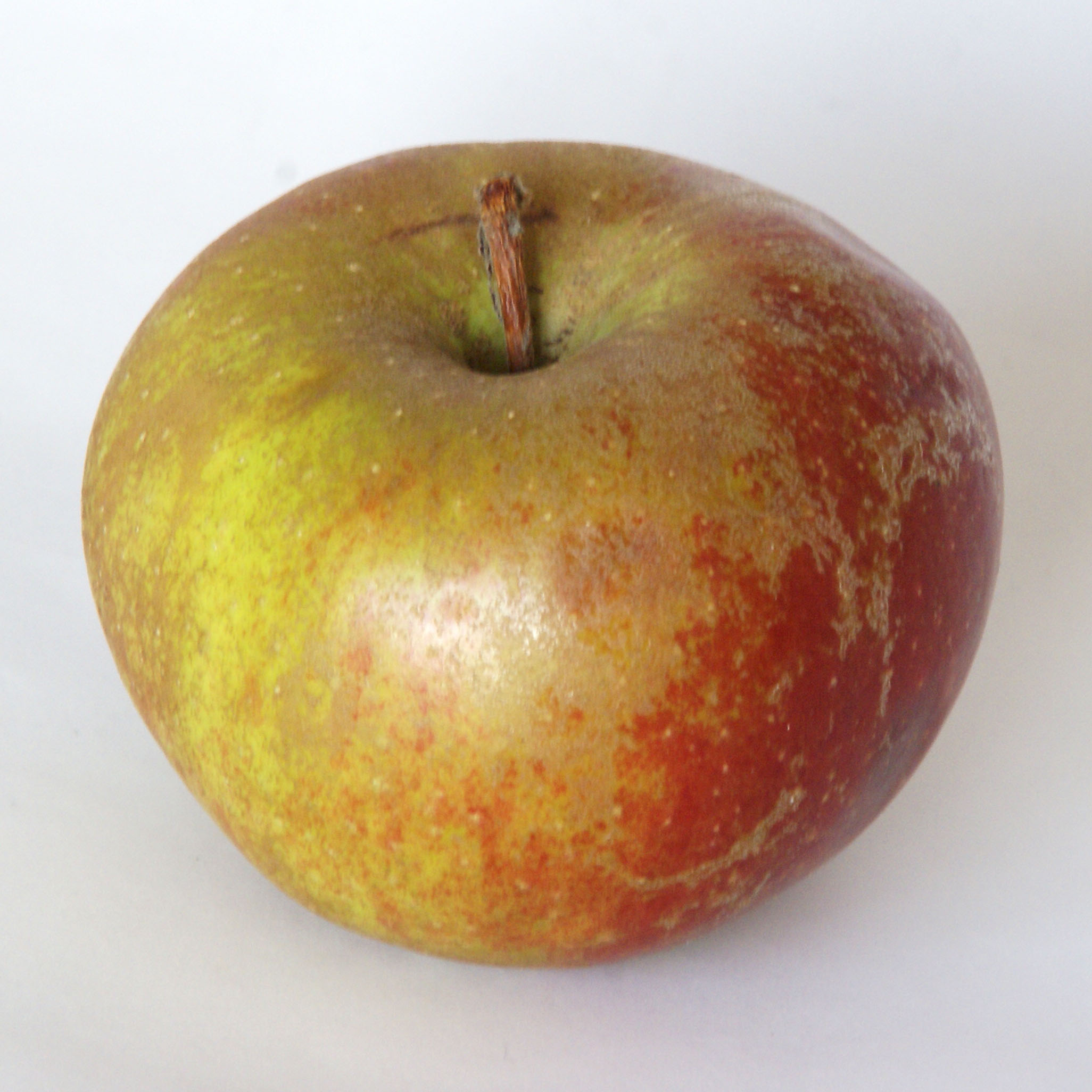
بلدبسکوپ
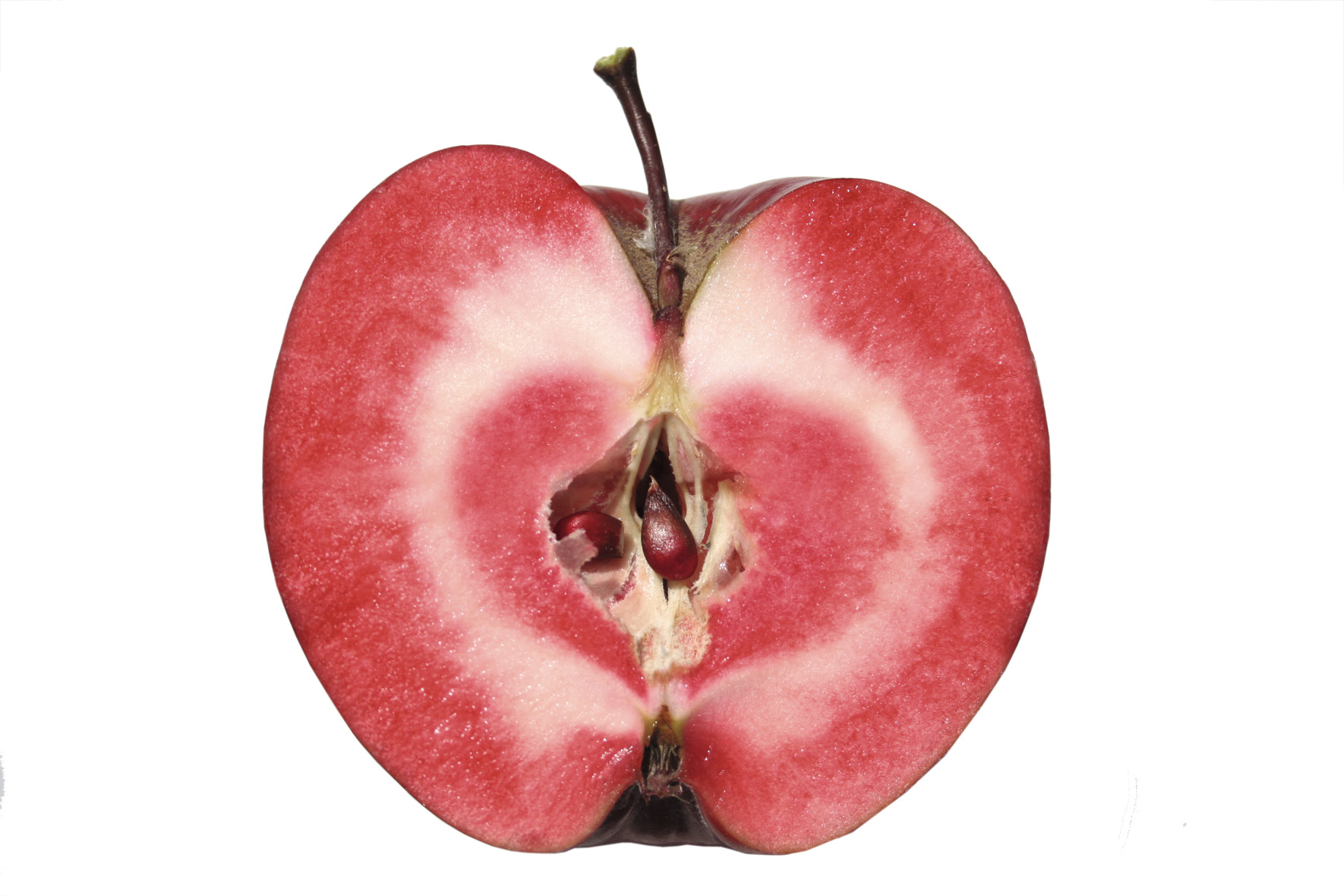
تو سرخ
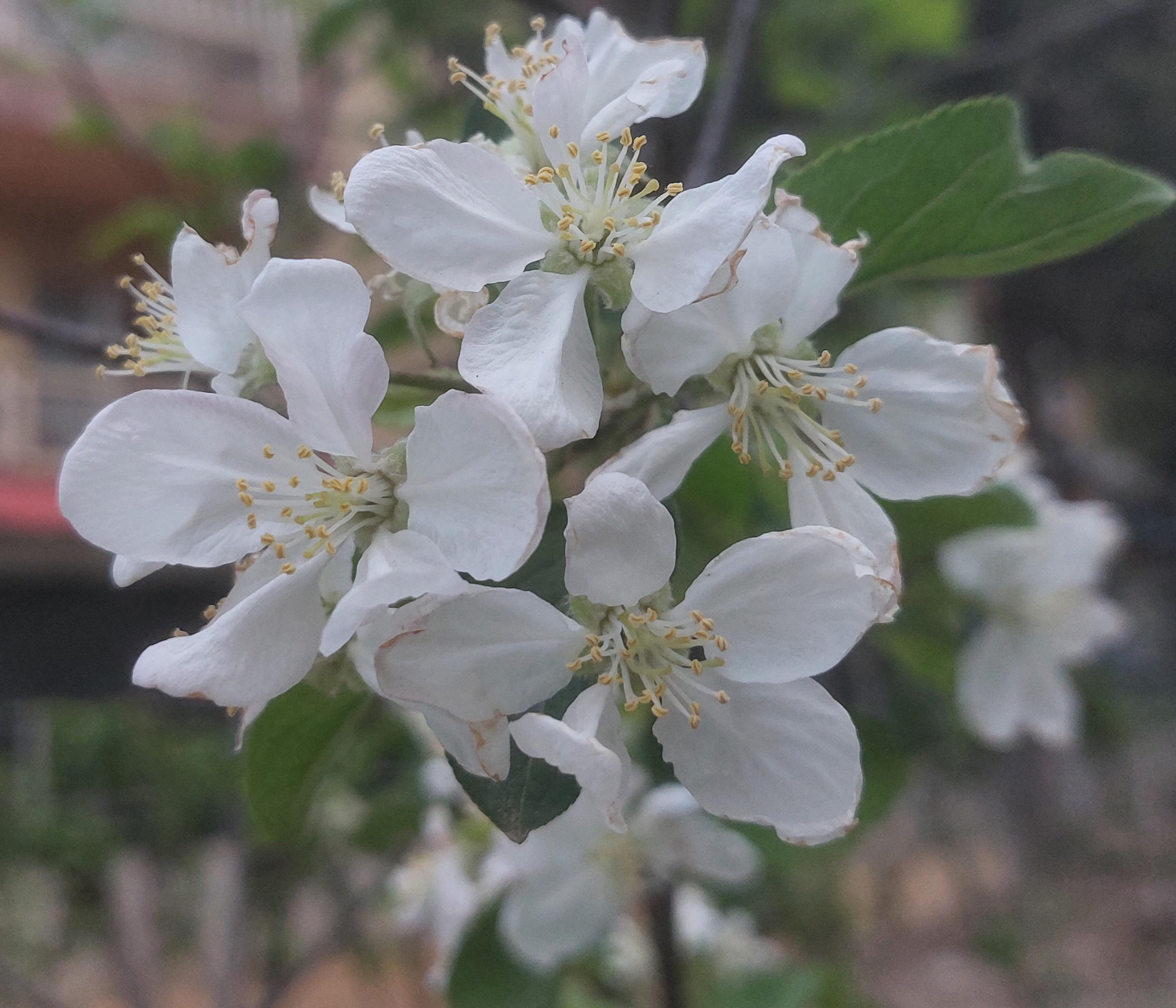
شکوفه درخت سیب
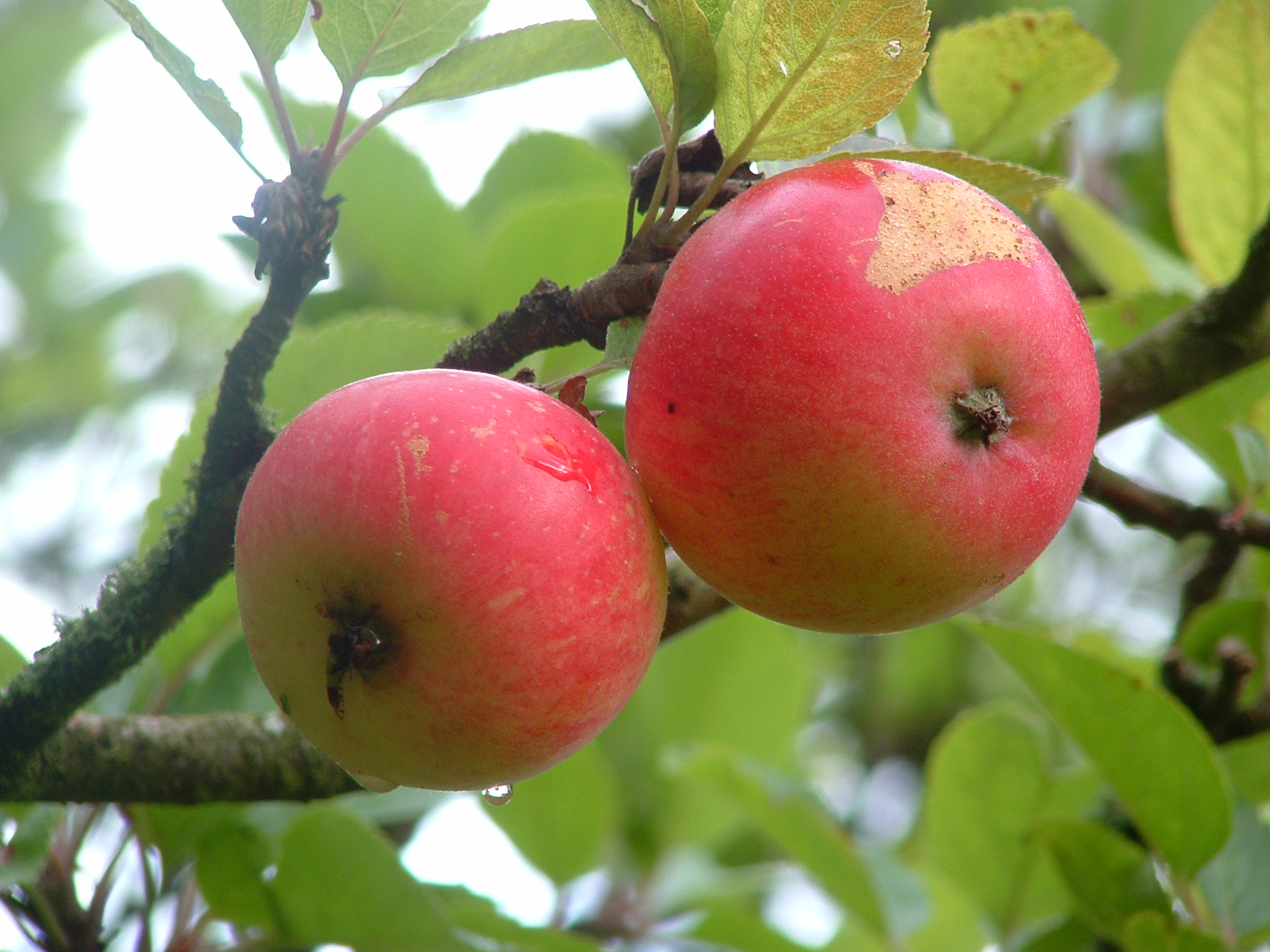
اکتشاف
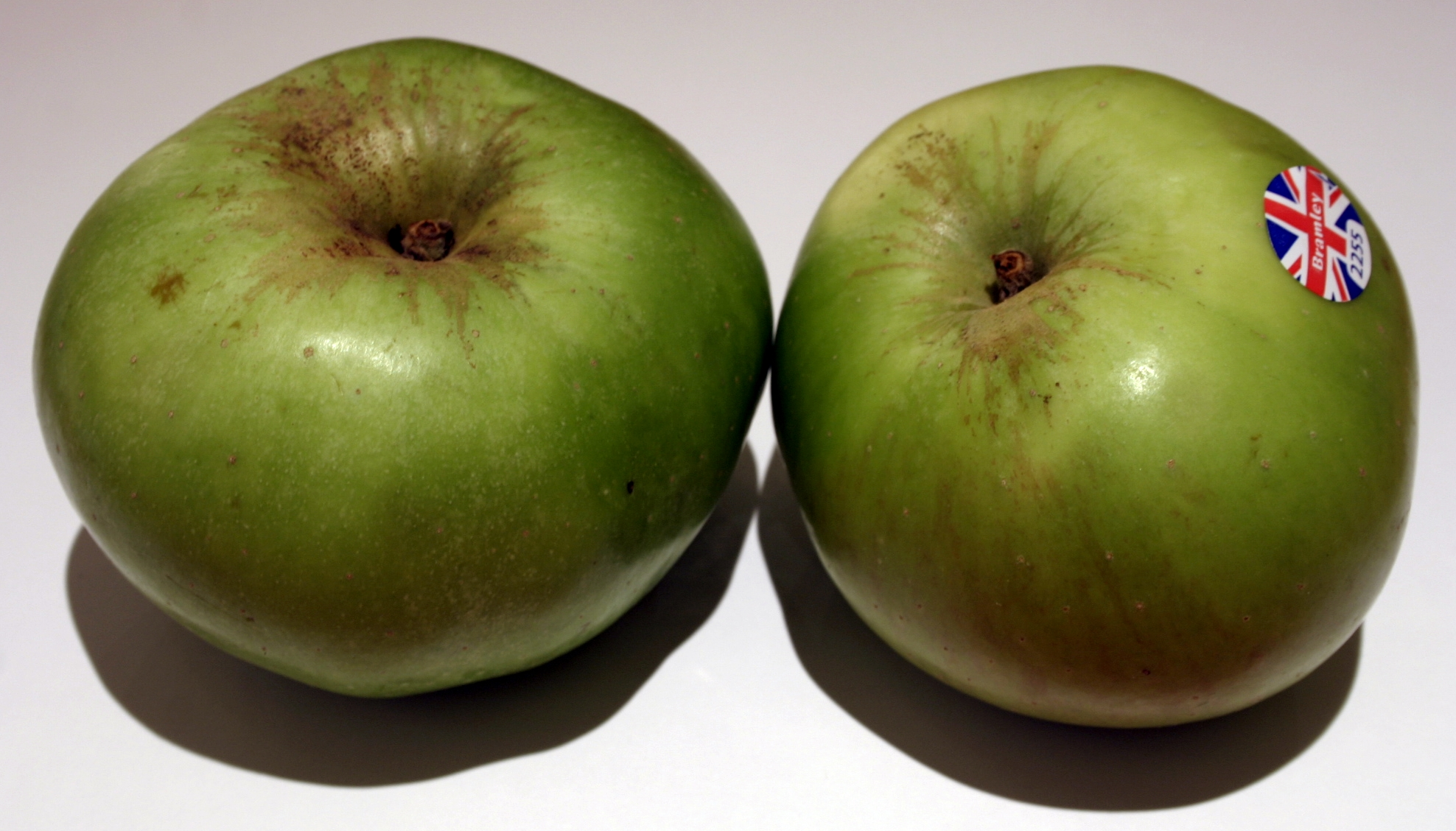
بریملی
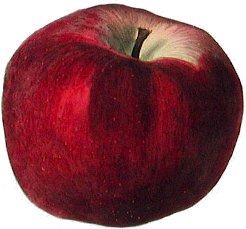
وینستون
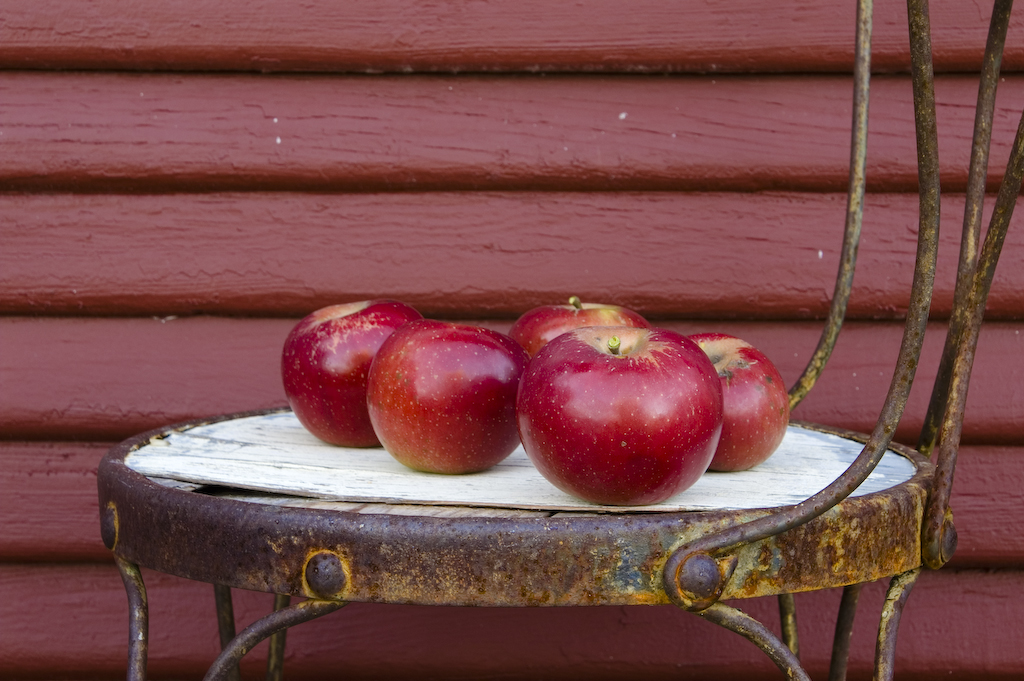
سیاه آرکانزاس
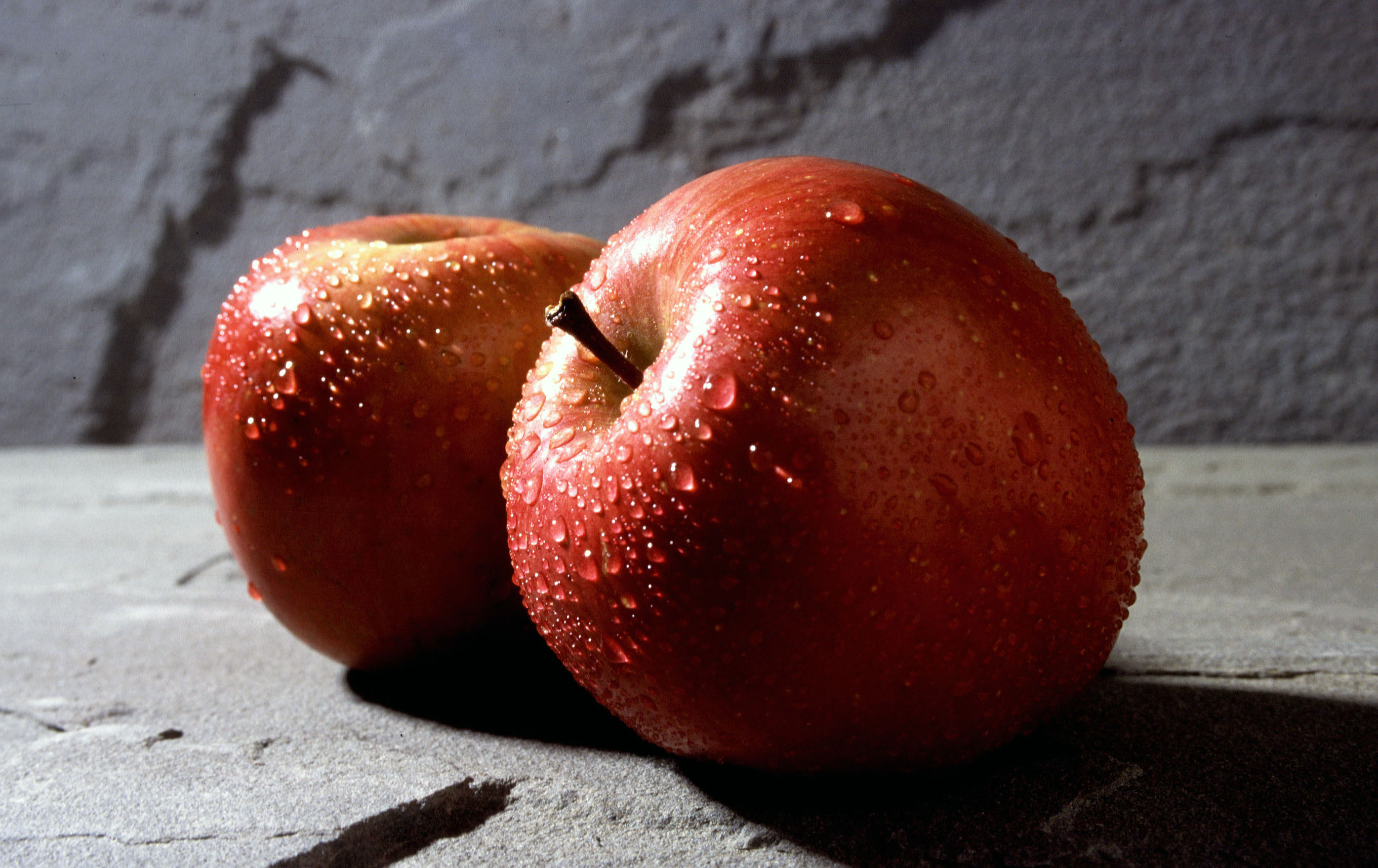
فوجی
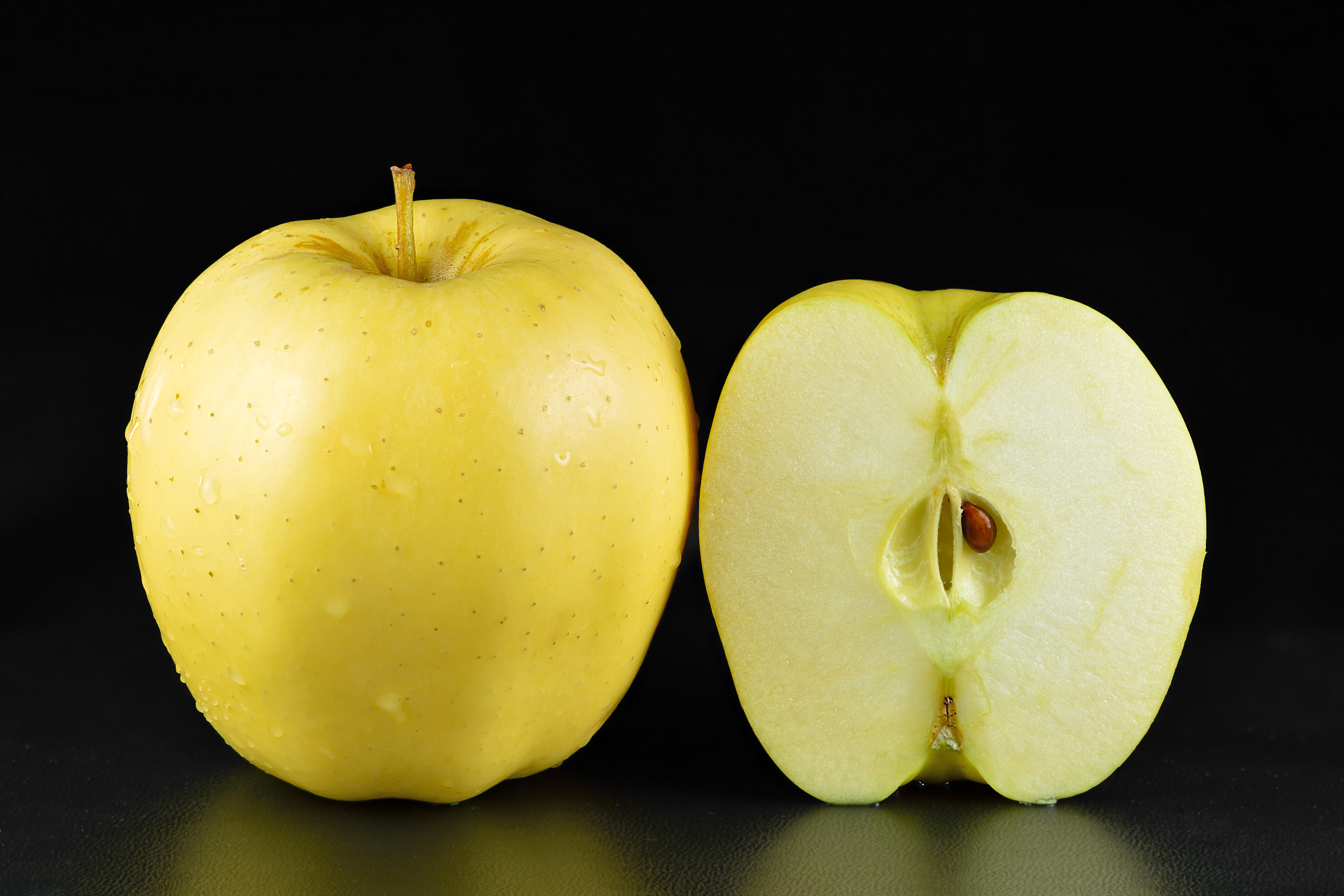
زرد
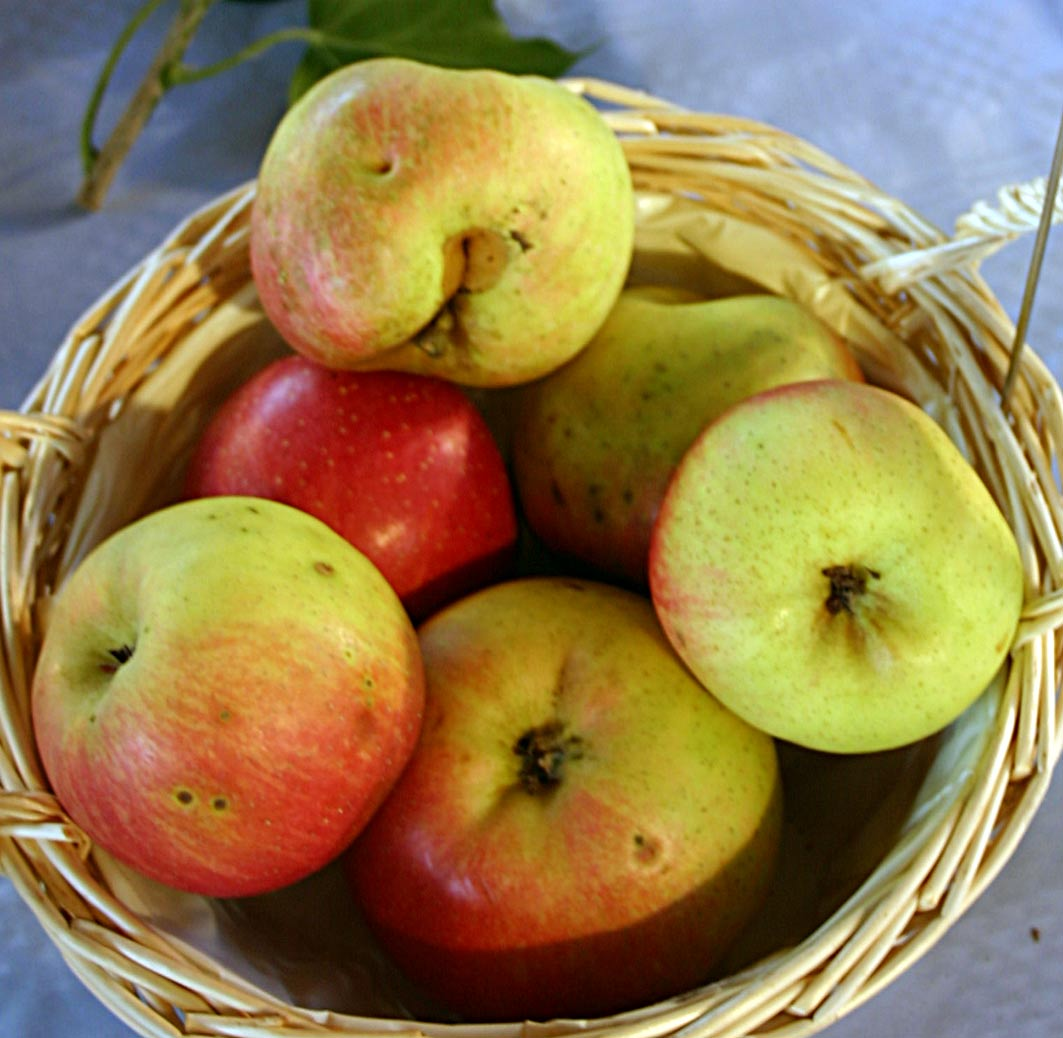
رنت طلایی
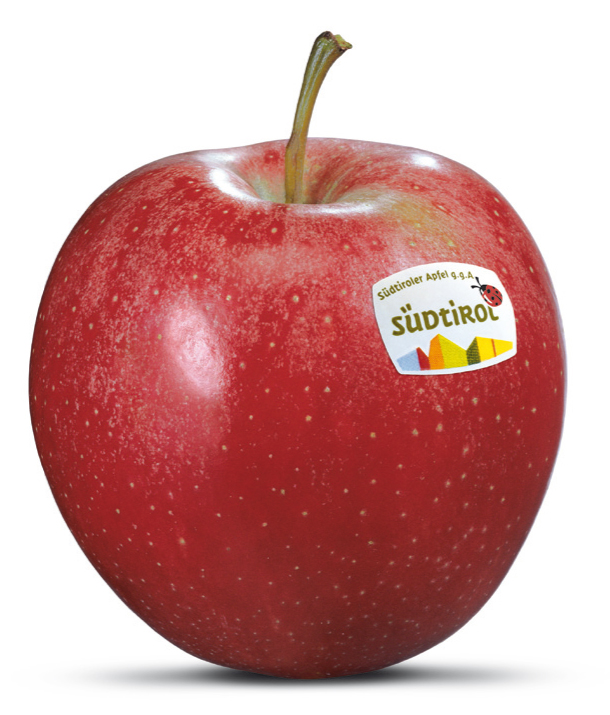
گالا
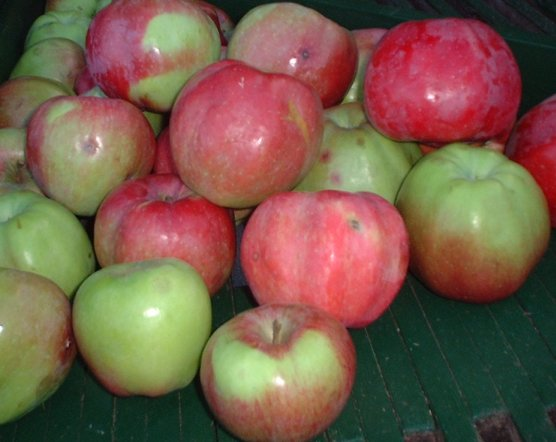
جاسوس شمالی
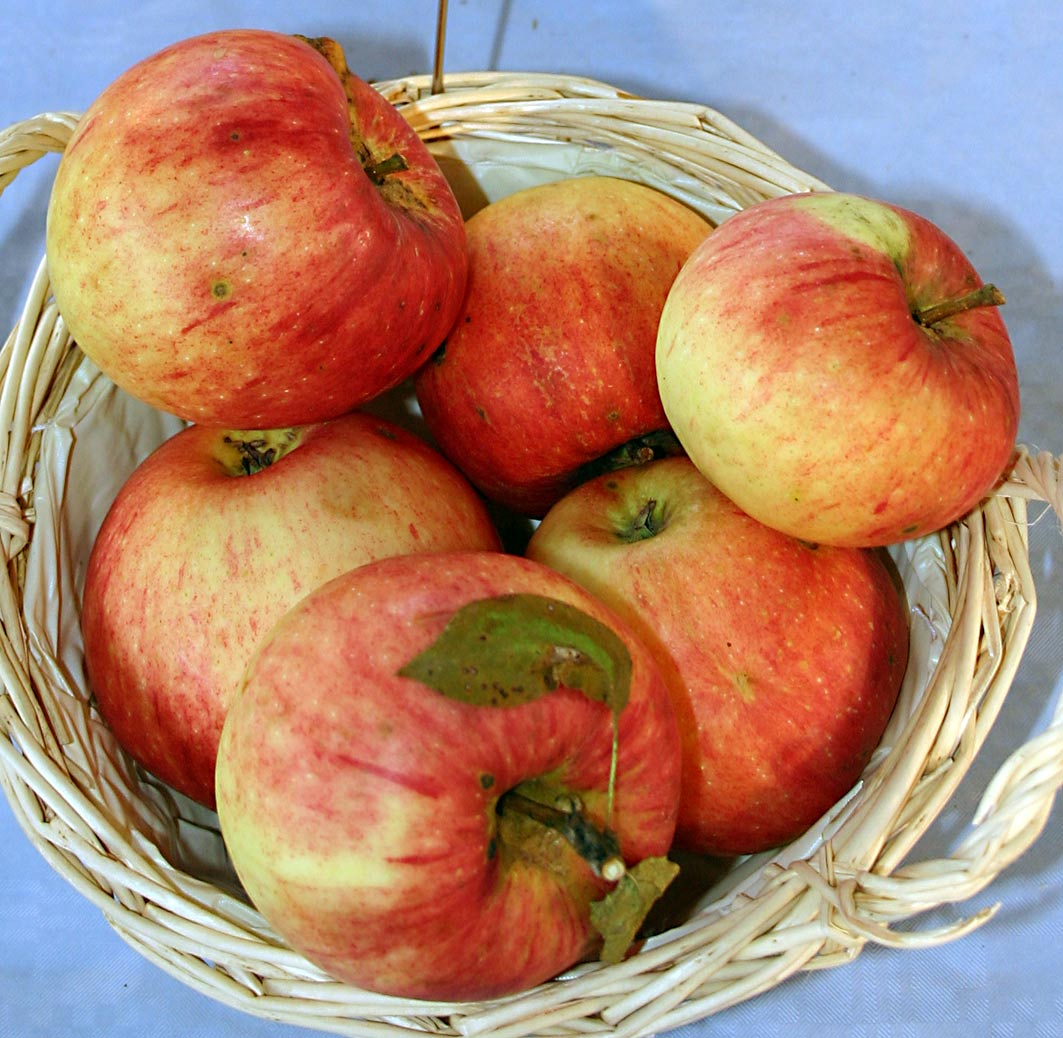
جیمز گریو
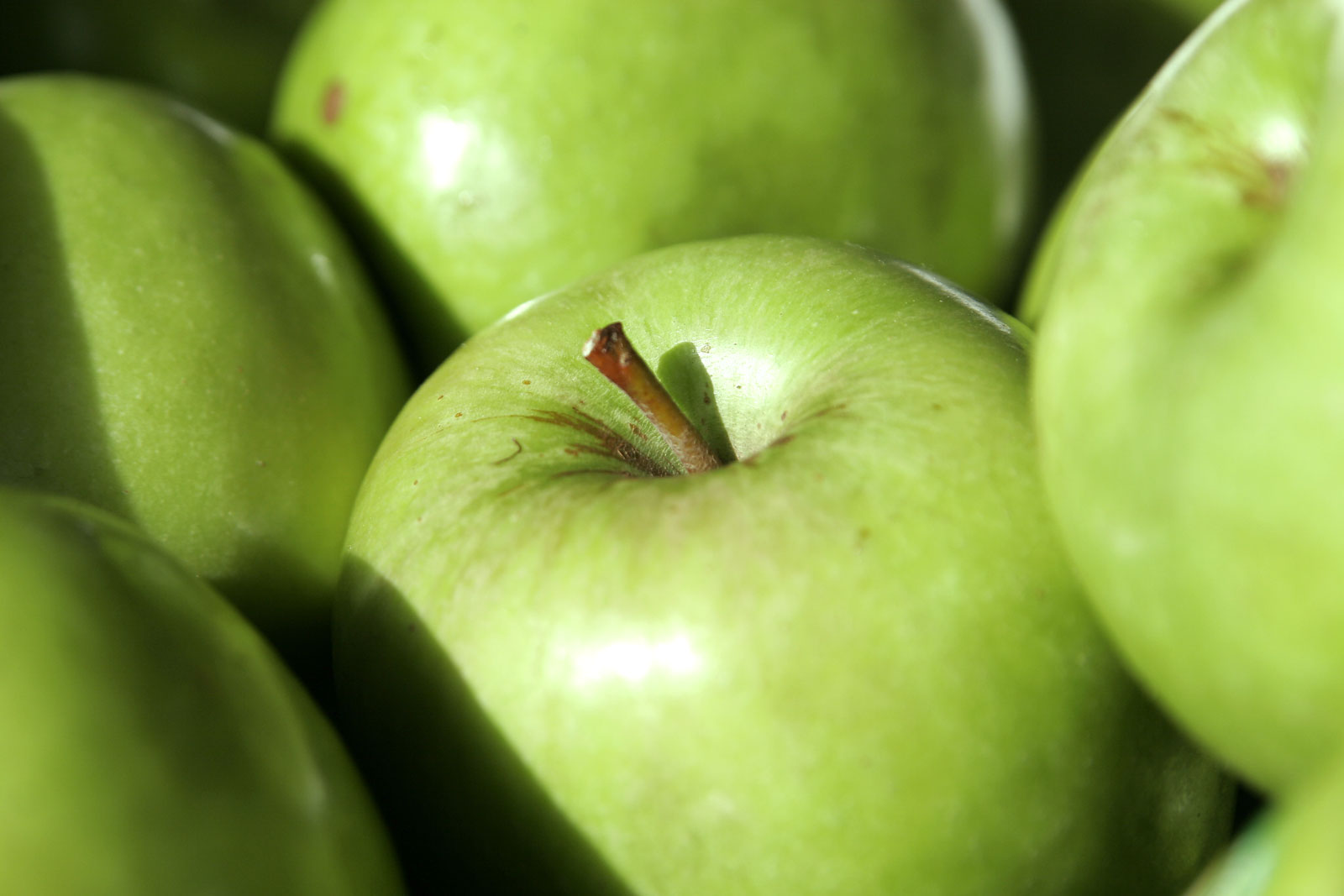
گرنی اسمیث
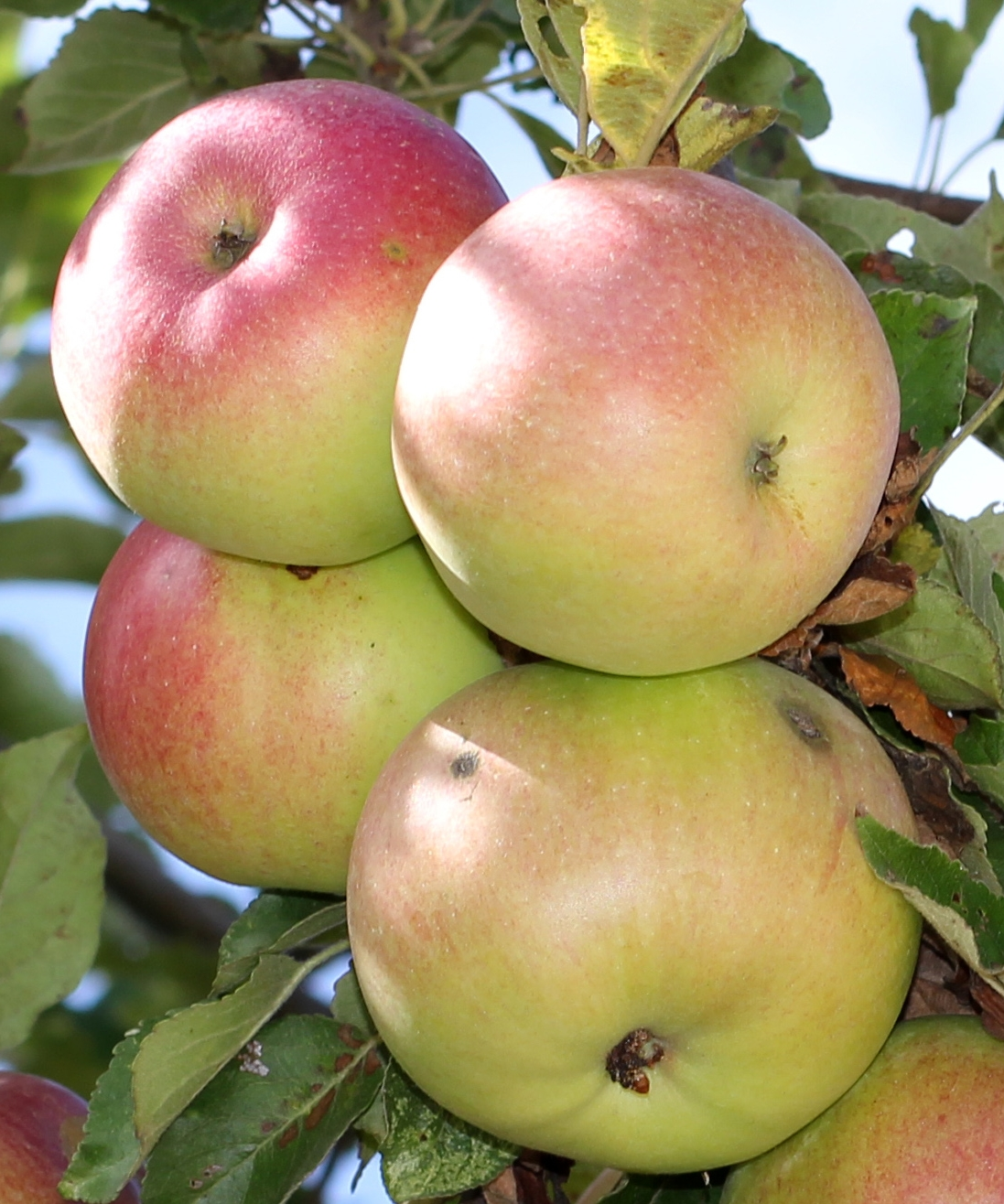
مکینتاش
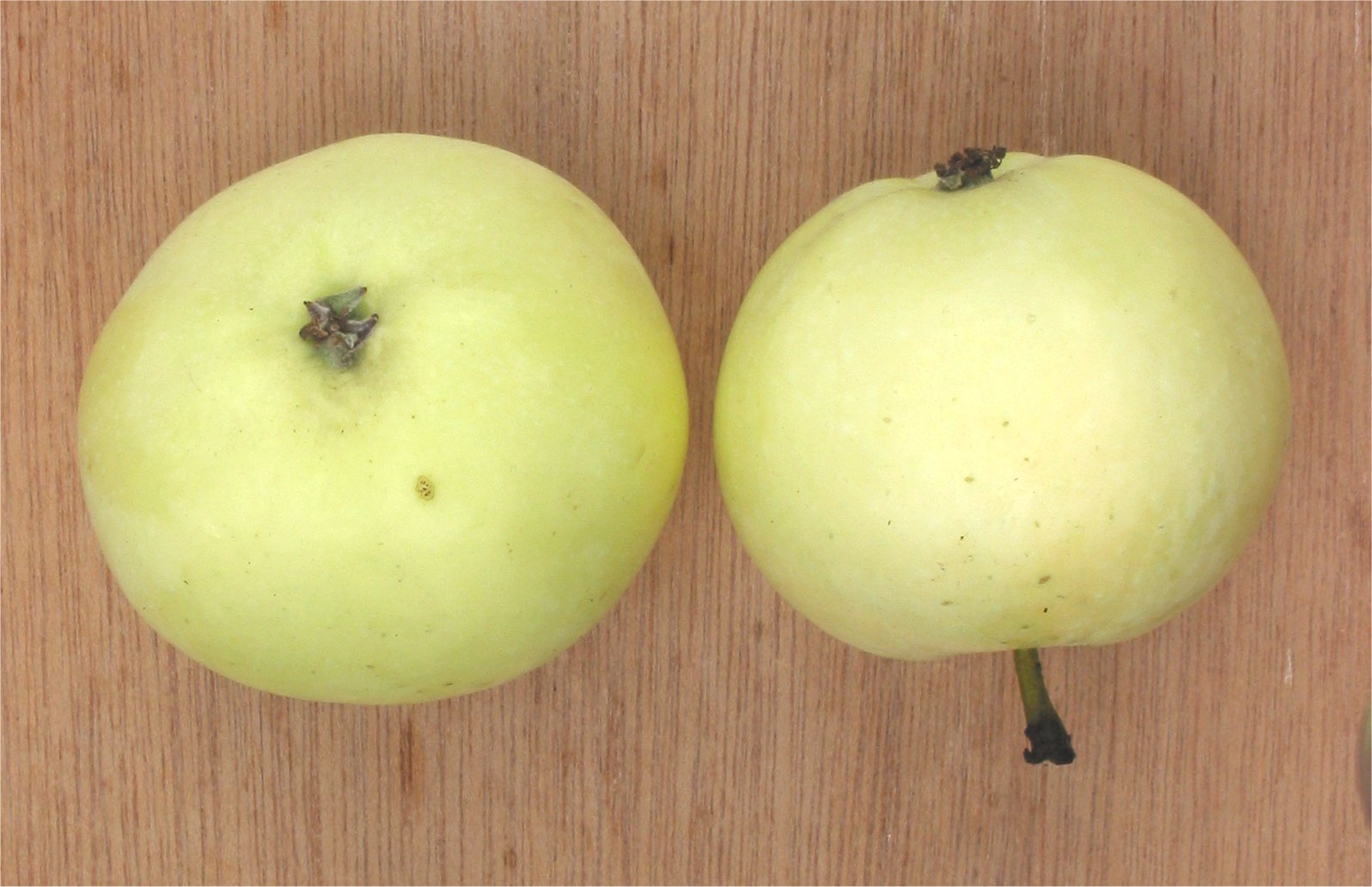
زرد شفاف
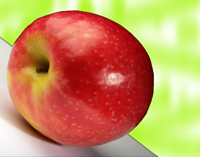
رز اقیانوس آرام
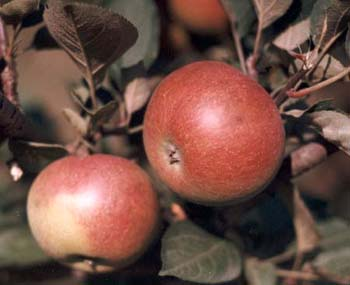
دبینت
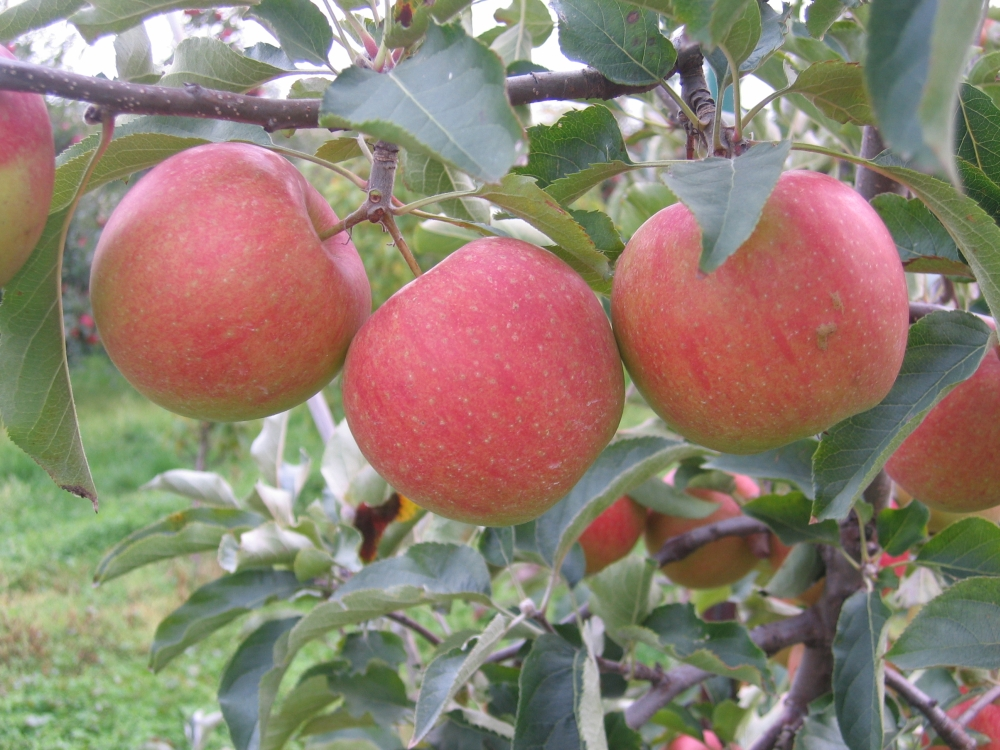
چمپیون
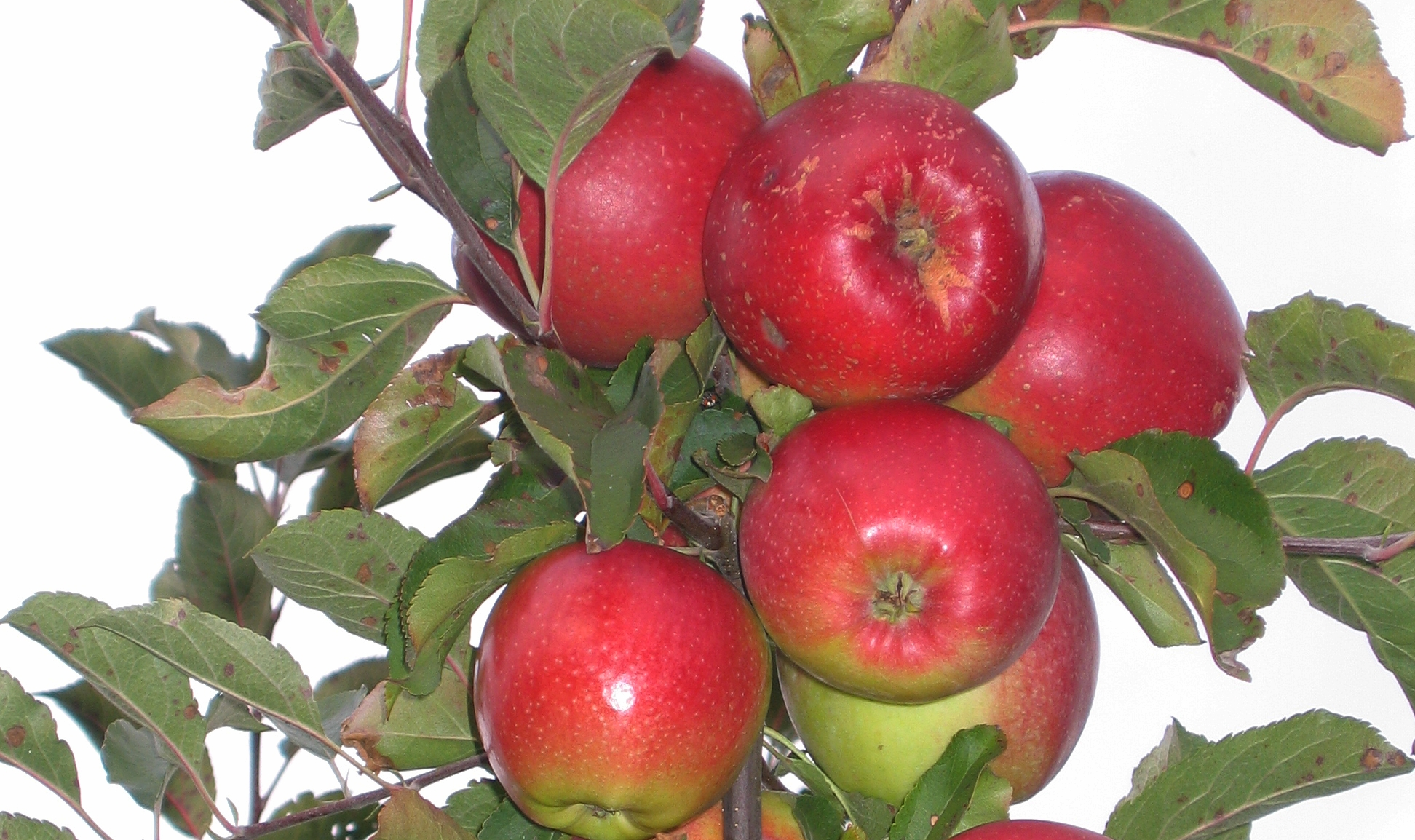
لیگول
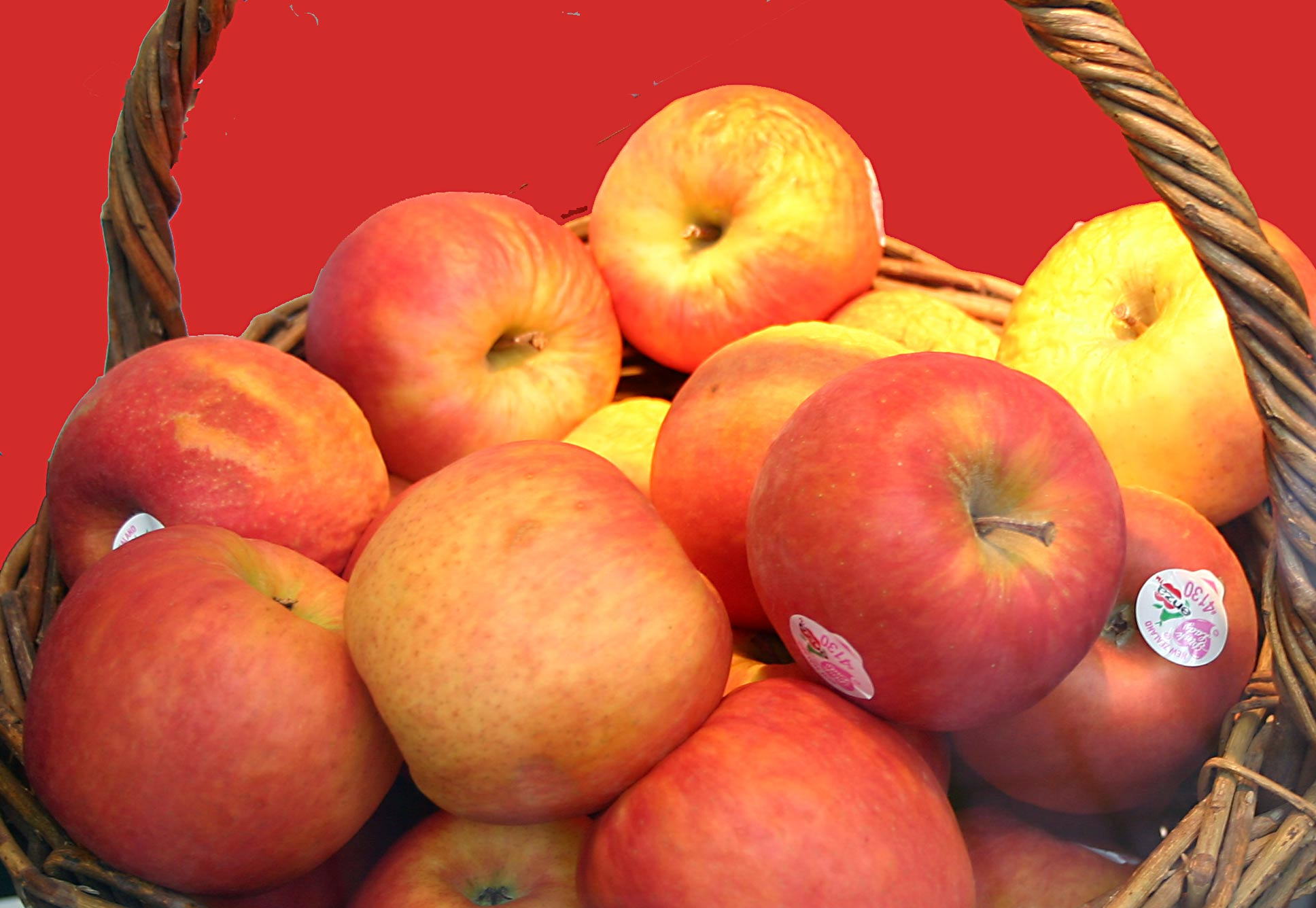
بانوی صورتی
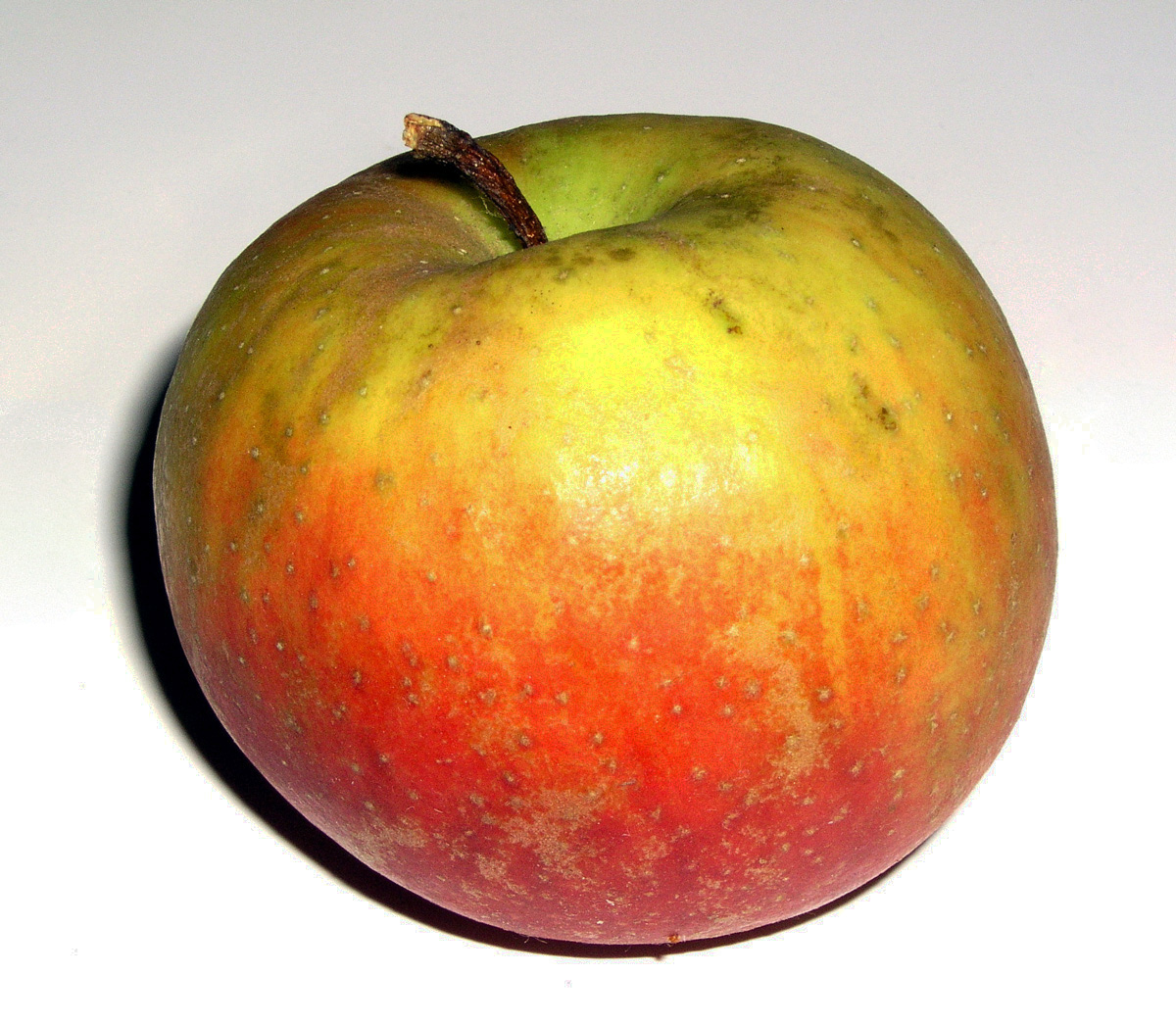
بوسکوپ ارگانیک
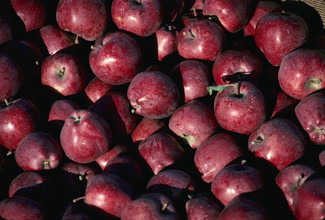
سرخ
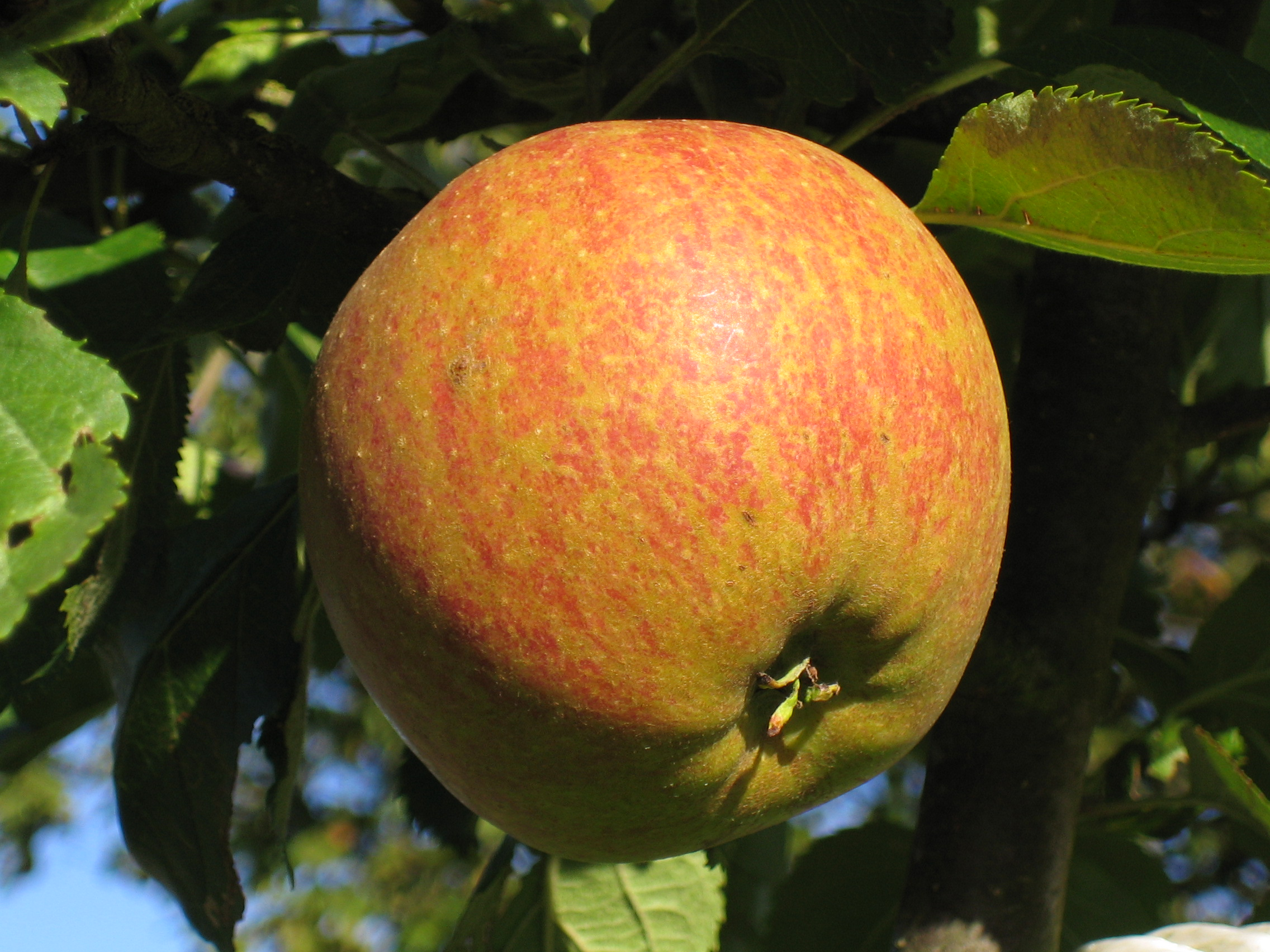
کاکسز اورنج پایپین
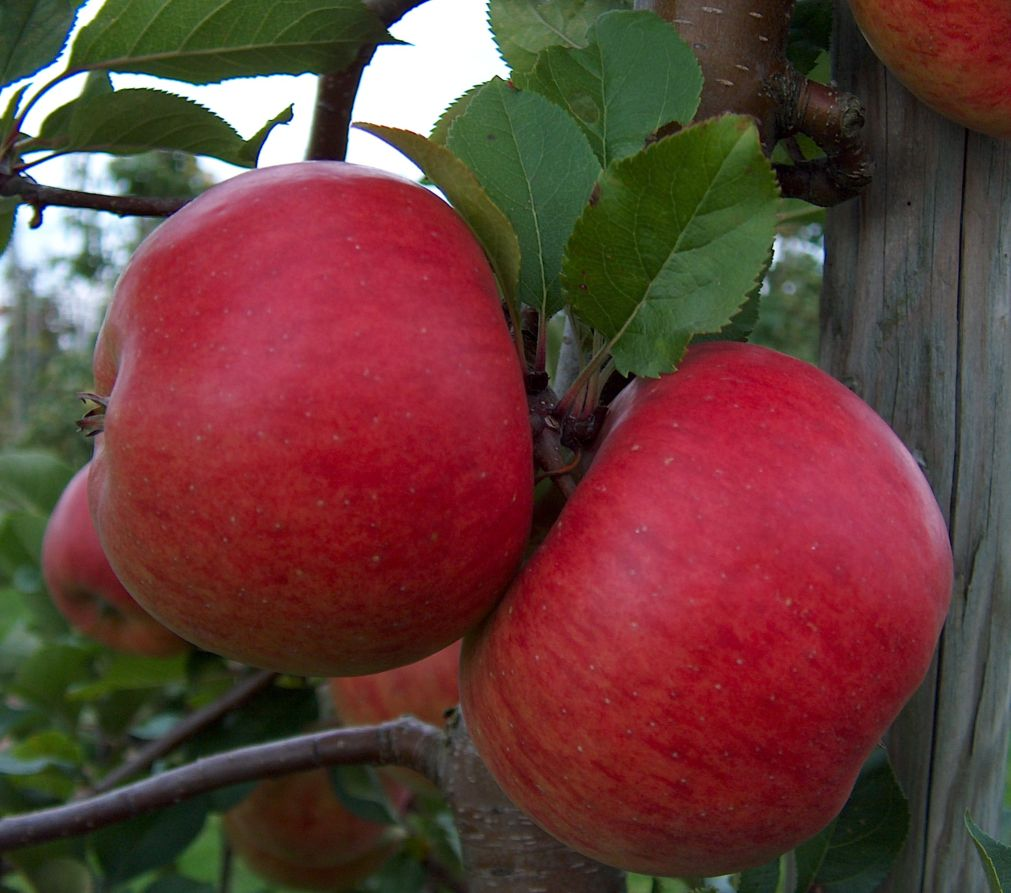
توپاز
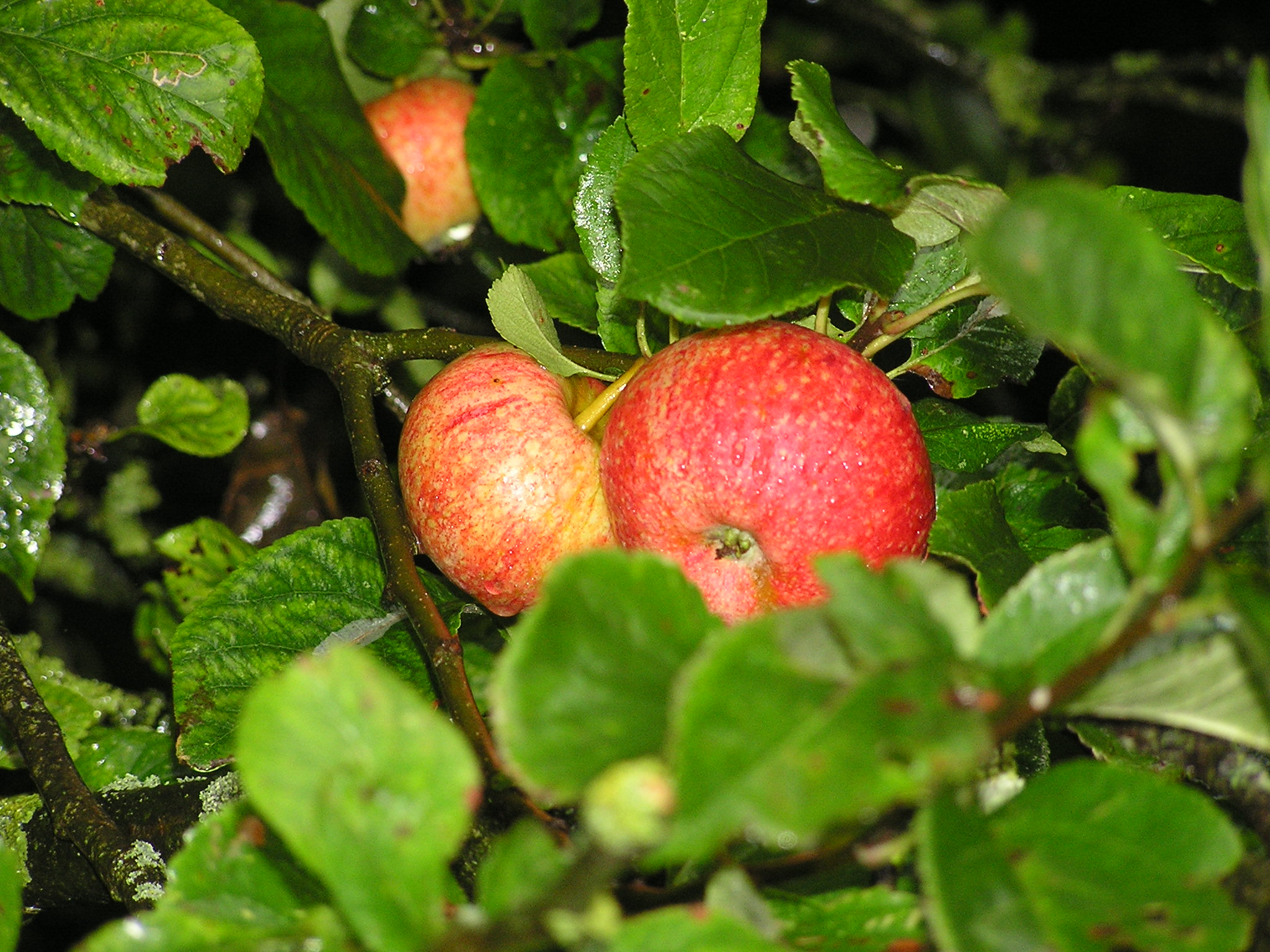
زیبای حمام
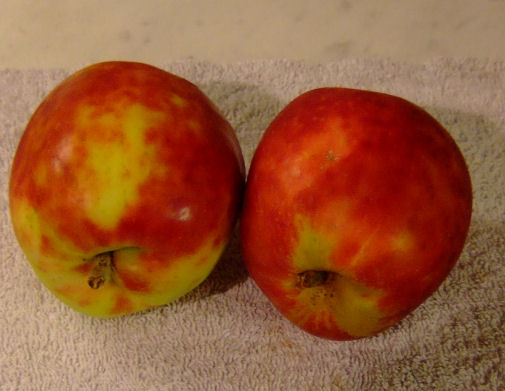
گراون اشتاین

## کشت

### تولید مثل

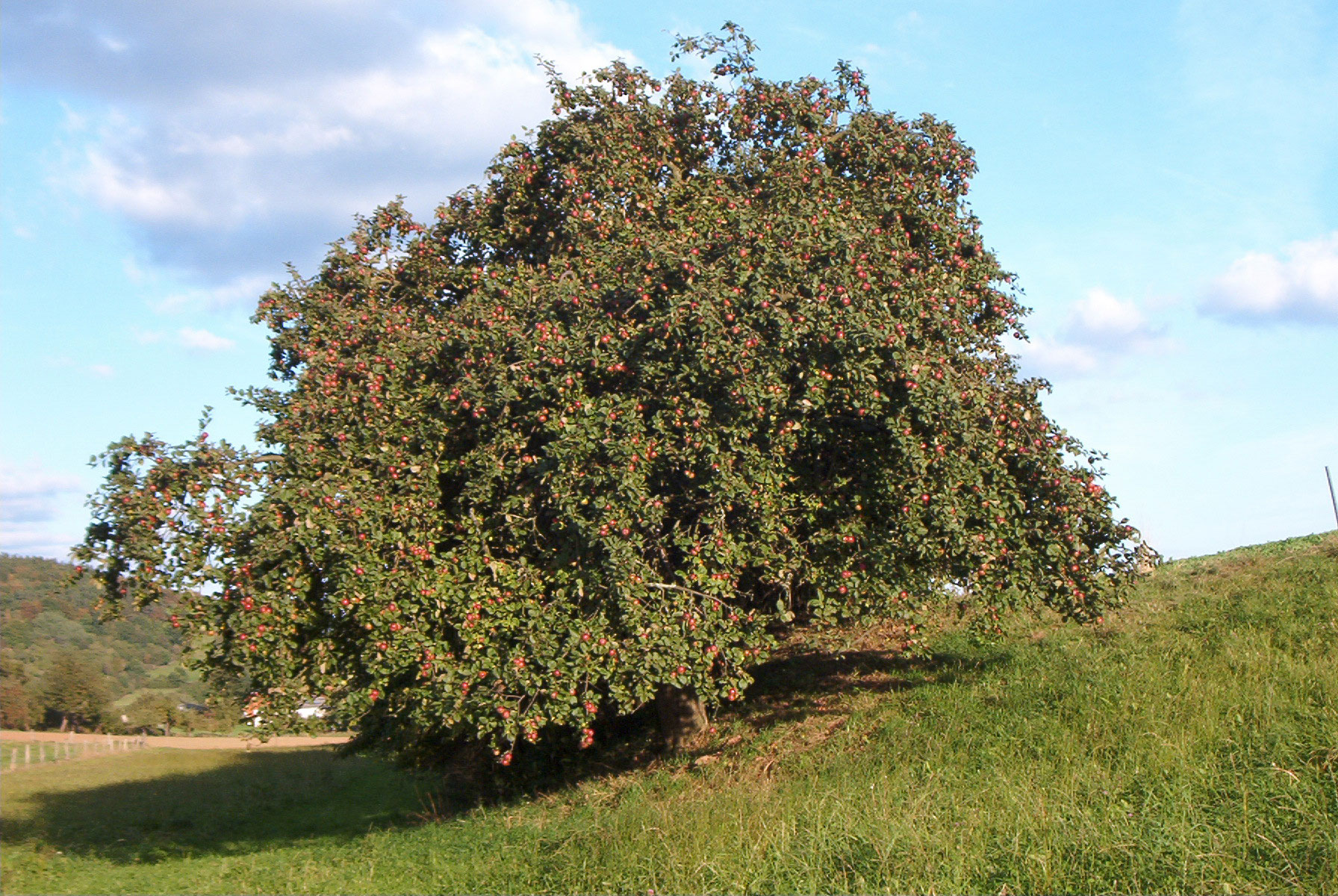
یک درخت سیب در آلمان

در طبیعت، درخت سیب به سادگی از دانه رشد می‌کند. همانند اغلب میوه‌های پایا، سیب به‌طور عادی به روش غیر جنسی و قلمه زدن تکثیر می‌شود. «دگرماننده بودن» زیاد نهال‌های سیب موجب می‌شود که به جای ارث بردن DNA از والدین و تولید سیبی جدید با همان مشخصات والدین، نهال‌های درخت جدید می‌توانند تفاوت قابل‌ملاحظه‌ای با آن‌ها داشته باشند.
تنوع کروموزومی سه دسته‌ای در هنگام تولیدمثل مانع دیگری ایجاد می‌کند، چرا که در تقسیم سلولی به‌طور مساوی تقسیم نمی‌شوند و حاصل آن جدایی نامساوی کروموزوم‌های آنوپولوئیدی (aneuploids) است. حتی در حالت‌های نادری که یک گیاه با کروموزومی سه دسته‌ای بتواند دانه تولید کند (برای نمونه درخت سیب)، نهال‌های به وجود آمده به ندرت باقی می‌مانند.
چون سیب از طریق دانه به خوبی تولیدمثل نمی‌کند، برای تولید درخت‌های جدید سیب عموماً از روش قلمه زدن استفاده می‌کنند. می‌توان ساقه زیرزمینی را که برای پایه قلمه مورد استفاده قرار می‌گیرد طوری انتخاب کرد که درختانی با سیب‌هایی در اندازه‌های متفاوت تولید کرد و نیز در مقاومتشان در برابر زمستان، حشرات، و بیماری، و نیز وابستگی به خاک مشخص تغییر پدیدآورد. از ساقه‌های زیرزمینی کوتاه می‌توان برای تولید آن دسته از درختان سیب خیلی کوچکی (کمتر از سه متر ارتفاع در هنگام بلوغ) استفاده کرد که در چرخهٔ زندگی‌شان زودتر از درختانی با اندازه کامل میوه می‌دهند. استفاده از ساقه‌های زیرزمینی کوتاه به ۳۰۰ سال پیش از میلاد، به ایران و منطقه آناتولی برمی‌گردد. اسکندر نمونه‌هایی از ساقه‌های زیرزمینی کوتاه به لیسه ارسطو فرستاد. استفاده از ساقه‌های زیرزمینی کوتاه در سده پانزدهم در جهان رواج یافت و بعدها چرخه‌هایی از محبوبیت و کاهش آن داشت. بیشتر ساقه‌های زیرزمینی که امروزه برای کنترل اندازهٔ سیب‌ها استفاده می‌شوند در آغاز سده ۱۹۰۰ در انگلستان گسترش یافتند. مؤسسه پژوهشی باغبانی و کشاورزی واقع در کنت انگلستان پژوهش‌های وسیعی را در زمینهٔ ساقه‌های زیرزمینی رهبری کرد، و امروزه برای نشان دادن منشأ ساقه‌های زیرزمینی این مؤسسه به آن‌ها پسوند «M» داده می‌شود. ساقه‌های زیرزمینی دارای پسوند «MM» نوع متفاوتی از ساقه‌های زیرزمینی را نشان می‌دهند که بعدها در این مؤسسه با سیب جاسوس شمالی از منطقه مرتون لندن پیوند زده شدند.
بیشتر ارقام جدید سیب به صورت نهال، یا به صورت اتفاقی به وجود می‌آیند یا آگاهانه برای به‌دست آوردن خصوصیات مشخصی با ارقام دیگر پیوند زده می‌شوند. واژگانی همانند «سیدلینگ»، «پایپین»، و «کرنل» در نام تعدادی از ارقام سیب مشخص می‌کند که آن‌ها از نهال منشأ گرفته‌اند. سیب می‌تواند یک جوانه غیرعادی (جهش و تغییر ناگهانی تنها در یک شاخه) تشکیل دهد. تعدادی از جوانه‌های غیرعادی را برای کم کردن کشش درخت والد از بین می‌برند. آن‌هایی که تفاوت عمده‌ای با درخت والد داشته باشند به عنوان رقم جدید تلقی می‌شوند.
از دهه ۱۹۳۰، ایستگاه پژوهش‌های برتر دانشگاه مینه‌سوتا سیب‌های مهمی را که در سرتاسر مینه‌سوتا و ویسکانسین با اهداف تجاری و هم توسط باغداران محلی به‌طور وسیعی کشت می‌شوند و رشد ثابتی داشته‌اند معرفی کرد. ارقام «هارالسون» (درخت سیبی که به‌طور گسترده در مینه‌سوتا کشت می‌شود)، «ولثی»، «هانی گولد» و «هانی کریسپ» مهم‌ترین ارقام معرفی شده بودند.
درختان سیب به ارتفاع خیلی بالای اکوادور خو گرفته‌اند، و به خاطر آب و هوای معتدل سالی دو بار میوه می‌دهند.

### گرده‌افشانی

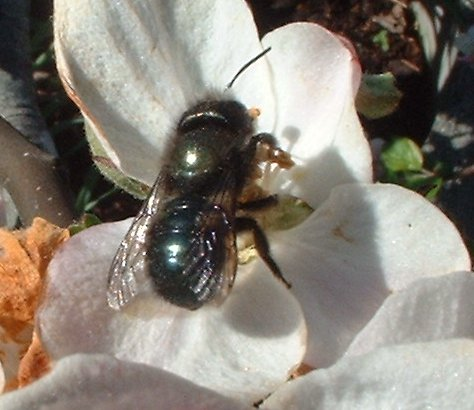
زنبور باغ‌میسون روی شکوفه سیب، بریتیش کلمبیا در کانادا

درختان سیب قادر به خودگرده‌افشانی نیستند، برای تولید میوه باید گرده‌افشانی مصنوعی انجام پذیرد. پرورش‌دهندگان سیب اغلب در هر فصل در طول گل دادن، از گرده‌افشان‌ها برای انتقال گرده استفاده می‌کنند. استفاده از زنبورهای عسل برای گرده‌افشانی بسیار رایج است. ملکه‌های خرزنبور گاهی در باغ‌ها حاضر هستند، اما معمولاً تعدادشان برای گرده‌افشانی قابل‌توجه کافی نیست.
بسته به نوع آب و هوا چهار تا هفت گروه گرده‌افشانی در سیب‌ها وجود دارد.
- گروه الف: زود گل می‌دهند، ۱ تا ۳ مه (۱۲ الی ۱۴ اردیبهشت)، گراون اشتاین
- گروه ب :۴ تا ۷ مه (۱۵ الی ۱۸ اردیبهشت) ،آیدارد، مکینتاش
- گروه پ: وسط فصل گل می‌دهند، ۸ تا ۱۱ مه (۱۹ الی ۲۲ اردیبهشت)، گرنی اسمیت، کاکسز اورنج پایپین
- گروه ت: اواخر/اواسط فصل گل می‌دهند، ۱۲ تا ۱۵ مه (۲۳ الی ۲۶ اردیبهشت) ،سیب زرد
- گروه ث: دیر گل می‌دهند، ۱۶ تا ۱۸ مه (۲۷ الی ۲۹ اردیبهشت)، سیب بربرن
- گروه ج: ۱۹ تا ۲۳ مه (۳۰ اردیبهشت الی ۴ خرداد)، سانتن
- گروه چ: ۲۴ تا ۲۸ مه (۵ الی ۹ خرداد)، کورت پنتو گریس

گرده‌افشانی یک رقم می‌تواند توسط رقمی از همان گروه یا نزدیک به آن صورت پذیرد (الف با الف، یا الف با ب؛ اما الف با پ یا ت ممکن نیست).
از دورهٔ متوسط سی‌روزهٔ گل‌دهی، شش روزِ اوجِ گل‌دهیِ درخت سیب و درخت گرده‌ده، هم‌زمان است و گاهی از روی این ویژگی، درخت‌ها طبقه‌بندی می‌شوند.

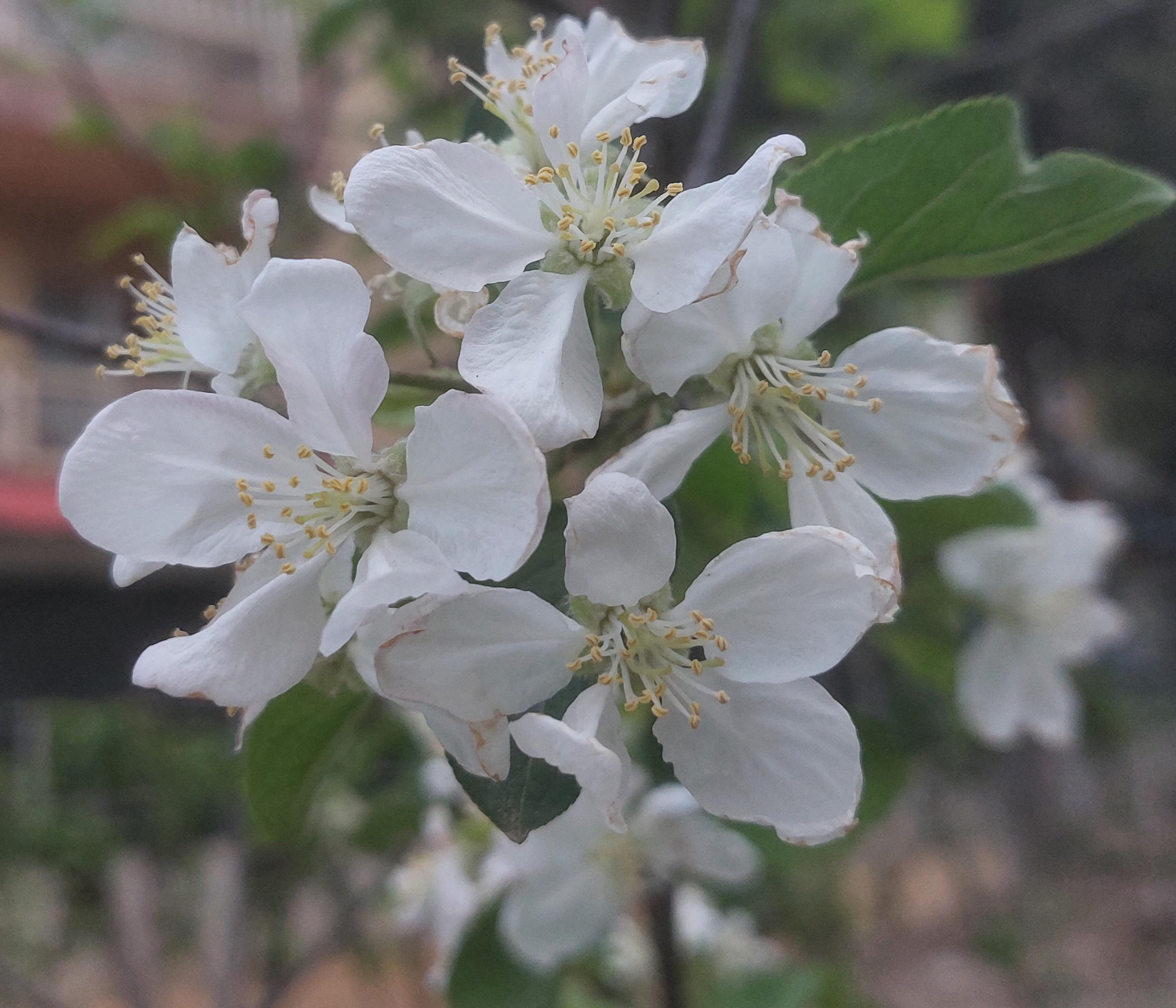
شکوفه درخت سیب

### رسیدن و چیدن میوه
ارقام سیب، حتی زمانی که از یک ساقه زیرزمینی رشد کرده باشند، در محصول و اندازه نهایی درخت با هم تفاوت دارند. بعضی ارقام، اگر هرس نشوند، ضمن رشد بسیار زیاد محصول فراوانی می‌دهند که برداشت آن‌ها را بسیار دشوار می‌کند. بستگی به تراکم درخت (تعداد درختان کشت‌شده در واحد سطح)، درختان بالغ معمولاً هر سال ۴۰ الی ۲۰۰ کیلوگرم سیب می‌دهند. گرچه در سال‌های کمبود میوه میزان محصول به نزدیک صفر هم می‌رسد. برای چیدن سیب از نردبان‌های سه‌پایه که طوری طراحی شده‌اند که بین شاخه‌ها ثابت شوند، استفاده می‌شود. درختان قلمه‌شده از ساقه‌های زیرزمینی کوتاه، هر سال ۱۰ الی ۸۰ کیلوگرم محصول می‌دهند.
سیب بسته به نوع آن در زمان‌های متفاوتی از سال می‌رسد. ارقام گالا، طلایی عالی، مکینتاش، ترانسپرنت، پرایمت، بژ شیرین و داچس در تابستان؛ فوجی، جوونا طلایی، زرد، سرخ، چننگو، گراون اشتاین، ولثی، اسنو، و بلنهایم در پاییز؛ و واینسپ، سیب سبز گرنی اسمیت، کینگ، واگنر، سوایزی، گرینینگ و تولمن سویت در زمستان می‌رسند.

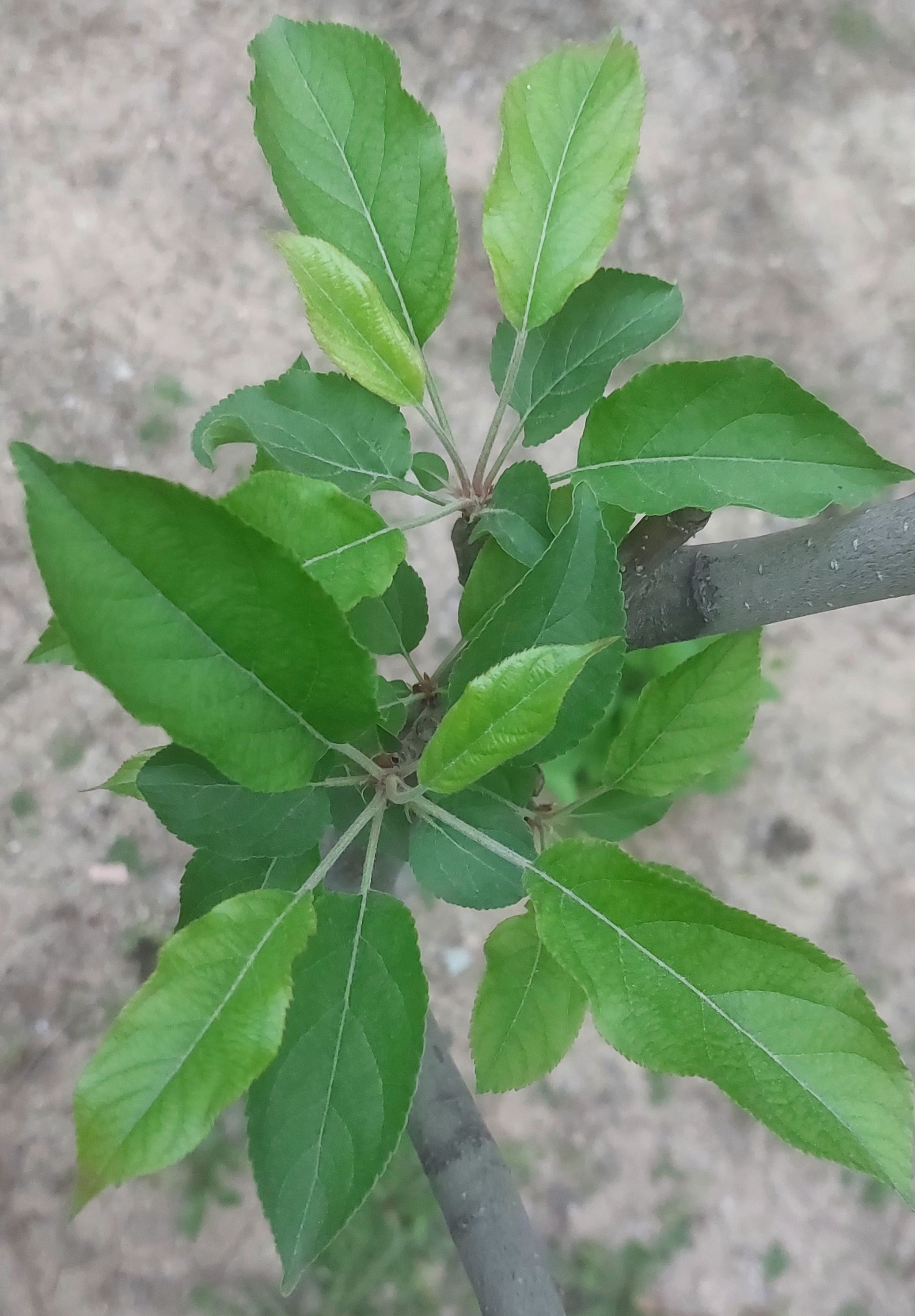
برگ های درخت سیب

### انبار کردن
از نظر تجاری، می‌توان سیب را ماه‌ها در اتاق‌هایی با اتمسفر کنترل‌شده نگهداری کرد و رسیدن تحریک شده توسط اتیلن را به تعویق انداخت. سیب معمولاً در اتاق‌هایی که کربن دی‌اکسید بیشتری جمع شده و تصفیه هوا بهتر صورت می‌گیرد ذخیره می‌شود. این مانع از افزایش زیاد اتیلن شده و از رسیدن سریع میوه جلوگیری می‌کند. بعد از خروج از انبار، عمل رسیدن میوه ادامه می‌یابد.
تقریباً بیشتر ارقام سیب در صورت نگهداری در سردترین بخش یخچال (برای نمونه، زیر ۵ درجه سانتیگراد) برای ۲ هفته سالم می‌مانند. بعضی از انواع سیب از جمله سیب سبز گرنی اسمیت و فوجی را می‌توان بیش از یک سال نیز، بدون دیدن صدمه اساسی، نگه‌داری کرد.

### آفات و بیماری‌ها
درختان سیب مستعد تعدادی آفت حشره، بیماری‌های قارچی و باکتریایی هستند. تعدادی از باغ‌های تجاری برنامه استفاده از اسپری‌های شیمیایی را برای به‌دست آوردن میوهٔ با کیفیت، سلامتی درخت و محصول زیاد دنبال می‌کنند. تمایل دیگر در مدیریت باغ‌ها استفاده از روش‌های کشاورزی ارگانیک است. این روش استفاده از آفت‌کش‌ها را ممنوع می‌کند، گرچه تعدادی از آفت‌کش‌های قدیمی مجاز هستند. برای نمونه، روش‌های کشاورزی ارگانیک شامل معرفی شکارچی طبیعی برای کاهش یک آفت ویژه می‌شوند.
رشتهٔ وسیعی از آفت‌ها و بیماری‌ها می‌توانند روی گیاه تأثیر بگذارند، سه مورد از رایج‌ترین بیماری‌ها/آفت‌ها عبارتند از: سفیدک، شته، لکه سیاه سیب.
- سفیدک: علائم سفیدک سطحی معمولاً در فصل بهار به صورت لکه‌های خاکستری روشن روی برگ‌ها، جوانه‌ها و گل‌ها ظاهر می‌شود. گل‌ها به رنگ زرد کرمی درآمده و به خوبی رشد نمی‌کنند. این بیماری می‌تواند به روشی که دور از روش درمانی بوتریتیس است، معالجه شود؛ کاهش موقعیت‌های ایجادکنندهٔ بیماری و سوزاندن گیاهان آلوده نخستین گام روش‌های پیشنهادی برای درمان هستند.[۶۱]
- شته: پنج گونه از انواع شته در سیب یافت می‌شوند. شته دانه سیب، شته سیب خوشبو، شته سیب، شته اسپیرا، شته سیب کرک‌دار. انواع شته از روی رنگشان، از روی ایامی از سال که زنده هستند و تفاوت‌های شاخک‌هایشان – که جفتی کوچک برآمده از پشت شته هستند – شناسایی می‌شوند.[۶۱]

شته‌ها از شاخ و برگ درختان تغذیه می‌کنند، آن‌ها از قسمت‌های سوزن‌مانند دهانشان برای مکیدن آب‌میوه استفاده می‌کنند. گونه‌های خاص در صورت زیاد بودن تعدادشان رشد و قوت درخت را کاهش می‌دهند.
- لکه سیاه سیب: لکه سیاه سیب موجب تشکیل لکه قهوه‌ای زیتونی با بافت مخملی روی برگ‌ها می‌شود که بعدها به رنگ قهوه‌ای و بافت چوب‌پنبه‌ای شکل درمی‌آید. بیماری با تشکیل لکه‌های قهوه‌ای مشابه با بافت مخملی یا چوب‌پنبه‌ای روی میوه هم تأثیر می‌گذارد. لکه سیاه سیب با گسترش در سراسر قارچ‌هایی که روی برگ‌های پیر درخت سیب در روی زمین تشکیل می‌شوند و در طول آب‌وهوای گرم بهار روی رشد سال جدید تأثیر می‌گذارد.[۶۳]

ار میان جدی‌ترین بیماری‌ها آتشک، یک بیماری باکتریایی، زنگ ژیمنوس پرانگیوم، و لکه سیاه، دو بیماری قارچی هستند.
کرم سیب و مگس سیب دو آفت دیگر هستند که روی درختان سیب تأثیر می‌گذارند. درختان جوان سیب مستعد آفت‌های پستانداری چون موش و آهو هم هستند، که از پوست نرم درخت به ویژه در زمستان تغذیه می‌کنند.

## بزرگ‌ترین تولیدکنندگان سیب در جهان
| تولید سیب– ۲۰۲۱            | تولید سیب– ۲۰۲۱ |
| کشور                       | تولید به تن     |
| -------------------------- | --------------- |
| چین                        | ۴۵٬۹۴۸٬۸۵۸      |
| ایالات متحده آمریکا        | ۴٬۴۶۷٬۲۰۶       |
| ترکیه                      | ۴٬۴۶۳٬۲۹۴       |
| لهستان                     | ۴٬۰۶۷٬۴۰۰       |
| هند                        | ۲٬۲۷۶٬۰۰۰       |
| ایران                      | ۲٬۲۴۱٬۱۰۰       |
| روسیه                      | ۲٫۲۱۶٬۲۰۰       |
| جهان                       | ۹۳٬۱۴۴٬۳۵۸      |
| منبع: فائو سازمان ملل متحد |                 |

تولید جهانی سیب در سال ۲۰۲۱ برابر با ۹۳ میلیون تن بوده‌است. چین تقریباً ۵۰ درصد (۴۹٫۳۶درصد) از این مجموع را تولید کرد (جدول). و اروپا به همراه ترکیه ۱۷٪ محصول را تولید کردند، بقیهٔ تولیدکنندگان مهم که هر کدام کمتر از ۳–۵٪ از محصول کل دنیا را تولید کردند، عبارت بودند از: ایالات متحده، ترکیه و لهستان.

### ایران
سیب، بر اساس آخرین آمار وزارت جهاد کشاورزی در سال ۱۳۹۲، مهم‌ترین تولید باغی این کشور است. بر پایه این گزارش، میزان تولید سیب، از ۲٬۸۵۴ هزارتن در سال ۱۳۸۸ به ۳٬۰۵۰ هزارتن در سال ۱۳۹۲ رسیده، که رشد سالانه ۱٫۷ درصد را نشان می‌دهد. در این سال‌ها تولید سیب، در بین دیگر محصولات باغی همواره رتبهٔ نخست را داشته است.
میزان تولید سیب در ایران طی سال‌های ۹۲–۱۳۸۸
| سال             | ۱۳۸۸ | ۱۳۸۹ | ۱۳۹۰ | ۱۳۹۱ | ۱۳۹۲ |
| تولید (هزار تن) | ۲۸۵۴ | ۲۹۰۴ | ۳۱۱۳ | ۳۱۱۵ | ۳۰۵۰ |

در سال ۱۳۹۲، سیب، ۱۹ درصد تولیدات باغی کشور را به خود اختصاص داده است. استان آذربایجان غربی با تولید ۱۴ درصد، آذربایجان شرقی ۲۶ درصد و تهران ۱۱ درصد در مجموع بیش از نیمی از محصول سیب کشور را تولید کرده‌اند. این درصد نسبت به سال قبل ۲ درصد کاهش را نشان می‌دهد؛ که کاهش تولید سیب در استان‌های پُرتولید آذربایجان شرقی، زنجان و فارس است. در سال ۱۳۹۱، سه استان آذربایجان غربی با تولید ۲۳ درصد، آذربایجان شرقی ۱۳٫۸ درصد و فارس ۱۳ درصد، به ترتیب رتبه اول تا سوم تولید سیب را در کشور داشته‌اند. همچنین نقشهٔ تولید شهرستانی محصول در سال ۱۳۹۱ نشان می‌دهد که شهرستان‌های ارومیه، سمیرم، دماوند و سلماس در تولیدکننده‌های اصلی سیب در کشور بوده‌اند. مقایسهٔ میزان تولید سیب در کشور با تولید سیب تولیدکنندگان عمدهٔ جهان در سال ۲۰۱۴ میلادی (۱۳۹۲)، نشان می‌دهد که ایران با تولید ۳٬۰۵۰ هزارتن سیب در سال ۱۳۹۲، پس از چین، اتحادیه اروپا و آمریکا و در مقام چهارم تولید جهان قرار دارد. سهم ایران از تولید جهانی محصول ۴٫۳ درصد است.

## ارزش خوراکی
بر اساس گفته وزارت کشاورزی ایالات متحده، یک سیب معمولی ۲۴۲ گرم وزن و ۱۲۶ کالری انرژی دارد که شامل مقدار قابل توجهی فیبر غذایی، مقدار متوسطی از ویتامین ث، از طرف دیگر میزان کمی مواد غذایی ضروری است. جدول زیر دربردارنده اطلاعات غذایی این میوه است:

## مصرف انسان

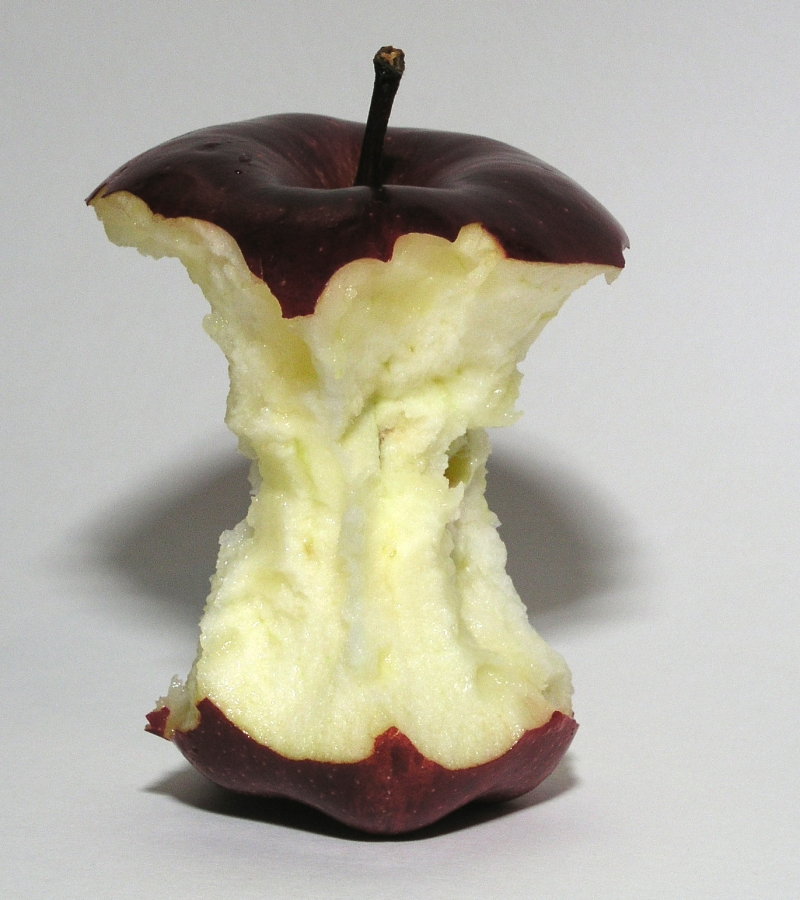
مغز یک سیب، سیبی که بیشتر قسمت‌های آن خورده شده‌است

سیب اغلب به صورت خام خورده می‌شود. تمام سیب از جمله پوست آن برای مصرف انسان مناسب هستند، به جز دانه‌ها که ممکن است روی بعضی از افراد تأثیر داشته باشد. هسته‌ها اغلب خورده نشده و دور انداخته می‌شوند. انواعی از سیب که برای مصرف خام پرورش داده می‌شوند سیب دسر یا سیب مجلسی نامیده می‌شوند.
می‌توان از سیب آب‌میوه گرفته یا از آن کمپوت درست کرد. برای گرفتن آب سیب آن‌ها را له کرده یا فشار می‌دهند، و ممکن است از صافی رد کنند یا رد نکنند (که در آمریکای شمالی شراب سیب نامیده می‌شود)، آب سیب را می‌شود برای ساختن شراب سیب (که در آمریکای شمالی به آن شراب سخت گفته می‌شود) سایدرکین یا سرکه تخمیر کرد. گرچه از تقطیر سیب می‌توان مشروبات الکلی مختلف مانند: کنیاک سیب، کالوادوس و شراب آلمانی تولید کرد. روغن دانهٔ سیب و پکتین هم ممکن است تولید شود.

### استفاده‌های ویژه
سیب از اجزای اصلی و مهم بسیاری از دسرها مثل: پای سیب، کیک سیب و … است. سیب را اغلب پخته یا در خورش می‌ریزند. سیب را می‌توان خشک کرد یا با قرار دادن در درون آب، الکل یا مایعات دیگر برای استفاده در آینده نگه داشت. هنگام پخته شدن، انواعی از سیب به سادگی پوره‌ای را تشکیل می‌دهند که به آن پوره سیب گفته می‌شود. از کره سیب و مربای سیب هم درست می‌شود. در غذاهای گوشتی هم از سیب استفاده می‌شود.
- در انگلستان، آب نبات سیب یک شیرینی سنتی است که با قرار دادن سیب در تافی داغ به‌طوری‌که کل آن از تافی پوشیده شود و سپس سرد کردن آن درست می‌شود. خوراک مشابه در ایالات متحده آب‌نبات سیب (که در آب شکر غلیظ قرار داده می‌شود) و کارامل سیب است که با کارامل سرد پوشیده شده‌است.
- یهودیان در شروع سال نوی یهودی به عنوان نماد سال نویی خوب و شیرین، سیب را در عسل زده و می‌خورند.[۶۸]
- مزارعی که باغ سیب دارند ممکن است به روی عموم باز شوند، در این حالت مشتری‌ها خودشان سیب‌هایی را که خواهند بخرند، می‌چینند.[۶۸]

رنگ سیب‌های خرد شده به خاطر قرار گرفتن در معرض هوا قهوه‌ای می‌شود چون مواد فنلیک به دلیل ترکیب با اکسیژن به ملانین تبدیل می‌شوند. ارقام مختلف در گرایش به قهوه‌ای رنگ شدن تفاوت دارند.

### محصولات ارگانیک
معمولاً در ایالات متحده سیب‌ها از طریق ارگانیک تولید می‌شوند. در اروپا تولید سیب‌های ارگانیک دشوار است، گرچه این کار در چند باغ با استفاده از ارقام مقاوم در برابر بیماری با موفقیت تجاری انجام شده‌است. پاشیدن لایه نازکی از خاک معدنی کائولین موجب می‌شود مانعی طبیعی در برابر بعضی از آفت‌ها ایجاد شده و از آفتاب سوختگی سیب جلوگیری شود.

### فیتوکمیکال‌ها
پوست سیب شامل فیتوکمیکال‌های مختلف شامل: کوارسیتین،
کَتیچین، و پروسیانیدینِ B۲ است که هنوز ارزش غذایی آن‌ها شناخته نشده‌است.
پژوهش‌هایی مقدماتی پیرامون اثر فیتوکمیکال‌ها و دیگر مواد موجود در پوست سیب بر روی کاهش خطر بروز برخی سرطانها در حال انجام است.

### محصولات دیگر
می‌توان روغن دانه سیب و پکتین هم تولید کرد.

### تأثیر بر سلامتی
تحقیقات اولیه‌ای در حال انجام است تا مشخص کند که آیا مواد مغذی یا فیتوکمیکال موجود در سیب می‌تواند از خطر برخی از انواع سرطان جلوگیری کند.

### حساسیت
یک نوع از حساسیت به سیب – که اغلب در اروپای شمالی یافت می‌شود – سندرم سیب توس نامیده شده و اغلب افراد دارای این حساسیت به گرده درخت توس هم حساسیت دارند. واکنش‌های آلرژیک به وسیلهٔ پروتئینی که شبیه گرده درخت توس است شروع می‌شود، و افرادی که تحت تأثیر این پروتئین قرار گرفته‌اند ممکن است به میوه‌های دیگر، مغزدانه‌ها و سبزیجات هم حساسیت نشان دهند. واکنش‌هایی که به سندرم حساسیت اورال (OAS) منتهی می‌شوند معمولاً موجب خارش و التهاب دهان و گلو می‌گردند. و در موارد نادر می‌تواند منجر به حساسیت‌های کشندهٔ آنافیلاکتیک شود. این واکنش‌ها هنگام خام خوردن میوه ایجاد می‌شود، چون ماده حساسیت‌زا هنگام پخته شدن خنثی می‌گردد. انواع سیب، مراحل رسیدن و چگونگی ذخیره‌سازی می‌توانند میزان مواد حساسیت‌زا در میوه‌ها را تغییر دهند. ذخیره‌سازی طولانی‌مدت می‌تواند میزان پروتئین عامل سندرم سیب توس را افزایش دهد.

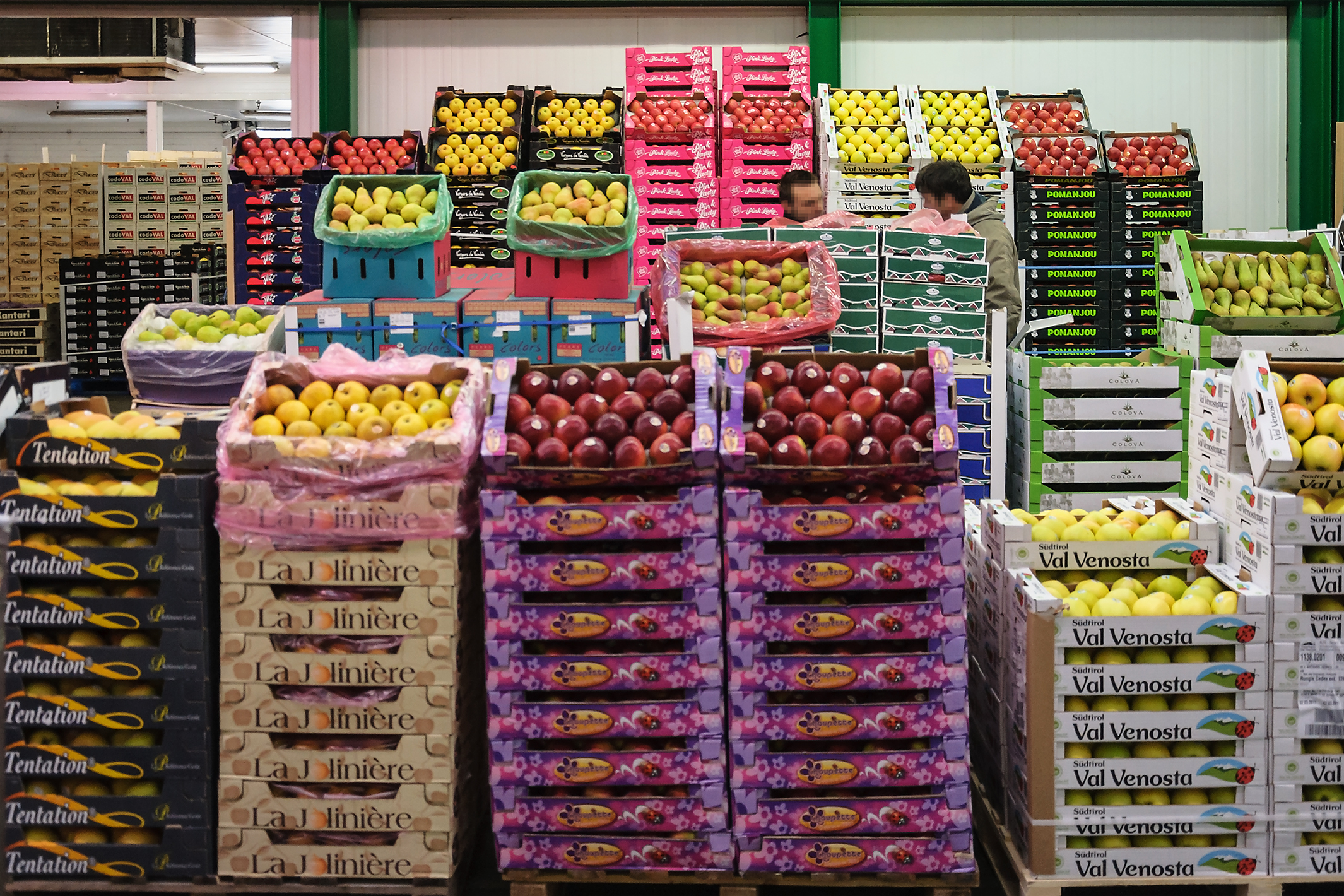
انواع مختلف سیب در یک مغازه عمده فروشی غذا

در نواحی دیگر، مثل نواحی مدیترانه‌ای، بعضی افراد به خاطر شباهت سیب به هلو نسبت به آن حساسیت‌های شدیدی دارند. این نوع حساسیت هم مثل حساسیت OAS است، اما اغلب علائم شدیدتری، مانند استفراغ، شکم درد و زدن کهیر، دارند که می‌توانند زندگی فرد را تهدید کنند. افرادی که این نوع حساسیت را دارند ممکن است به میوه‌های دیگر و مغزدانه‌ها هم حساسیت نشان دهند. پختن، پروتئین ایجادکنندهٔ این حساسیت به‌خصوص را از بین نمی‌برد، بنابراین چنین افرادی نمی‌توانند سیب خام یا پخته بخورند. سیب‌های تازه چیده شده و میوه‌هایی که خیلی رسیده‌اند امکان داشتن بیشترین میزان پروتئینی را دارند که منجر به این حساسیت می‌گردد.
تلاش‌های صورت گرفته به منظور تولید میوه‌ای هایپوآلرژنیک، که این دو نوع حساسیت را کمتر ایجاد کند، هنوز به نتیجه نرسیده‌است.

### سمی بودن دانه
دانهٔ سیب حاوی مقدار کمی آمیگدالین – نوعی قند و ترکیبی از سیانور – است که با نام گلیکوزیدهای سیانوژنیک شناخته شده‌اند. خوردن مقدار کمی از دانهٔ سیب هیچ تأثیری ندارد، اما خوردن مقدار خیلی زیاد آن واکنش‌های شدیدی ایجاد می‌کند. فقط یک مورد، مسمومیت کشندهٔ حاصل از خوردن دانه سیب شناخته شده‌است؛ در این مورد، فردی یک فنجان دانهٔ سیب را جوید و قورت داد. ممکن است تا آشکار شدن اثر سم چند ساعت طول بکشد، چرا که گلیکوزیدهای سیانوژنیک قبل از آزاد شدن یون سیانور باید هیدرولیز شوند.
در هر حال خوردن دانهٔ سیب مقداری مادهٔ سمی سیانید وارد بدن می‌کند و بار تحمیل شده به کبد و کلیه‌ها را، برای پاک‌سازی آن افزایش می‌دهد.

## ضرب‌المثل

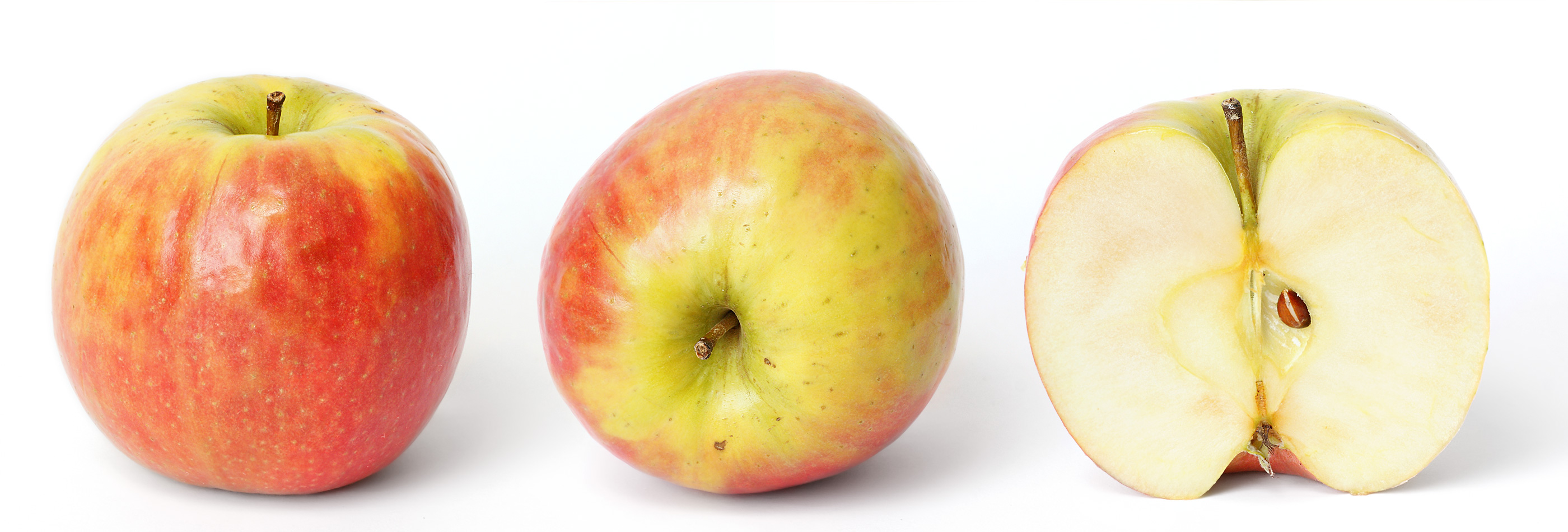

تاریخ ضرب‌المثل «با خوردن روزی یک سیب، به پزشک نیازی نخواهی داشت.» – که به اثرات سلامت‌بخش خوردن سیب اشاره می‌کند – به قرن نوزدهم در ولز می‌رسد. بر اساس گفتهٔ کارولین تاگارت نویسندهٔ کتاب «روزی یک سیب: ضرب‌المثل‌های قدیمی و دلیل اینکه چرا هنوز هم مؤثر هستند»، عبارت اصلی «هنگام خوابیدن یک سیب بخور، و این کار باعث بیکاری پزشک‌ها می‌شود» بوده‌است. در قرن نوزدهم و اوایل قرن بیستم، ضرب‌المثل به این صورت تغییر یافت: «روزی یک سیب بخور تا هیچ پولی به پزشک ندهی.» و عبارت رایج کنونی «با خوردن روزی یک سیب، به پزشک نیازی نخواهی داشت.» برای نخستین بار در سال ۱۹۲۲ ثبت شده‌است.